# Сборная СССР по футболу
Сбо́рная СССР по футбо́лу — национальная футбольная команда, которая представляла СССР в международных турнирах и встречах по футболу. Существовала с 1923 по 1991 год. Организацией, осуществлявшей контроль и управление сборной, являлась Федерация футбола СССР.

## Достижения

### Чемпионаты мира
- 4-е место на чемпионате мира 1966 (тренер — Николай Морозов)

### Чемпионаты Европы
- Чемпион Европы 1960 (тренер — Гавриил Качалин)
- Серебряный призёр чемпионата Европы 1964 (тренер — Константин Бесков
- Серебряный призёр чемпионата Европы 1972 (тренер — Александр Пономарёв)
- Серебряный призёр чемпионата Европы 1988 (тренер — Валерий Лобановский)

### Олимпийские игры
- Чемпион Олимпийских игр 1956 (тренер — Гавриил Качалин)
- Чемпион Олимпийских игр 1988 (тренер — Анатолий Бышовец)
- Бронзовый призёр Олимпийских игр 1972 (тренер — Александр Пономарёв)
- Бронзовый призёр Олимпийских игр 1976 (тренер — Валерий Лобановский)
- Бронзовый призёр Олимпийских игр 1980 (тренер — Константин Бесков)

## Статистика выступлений на международных турнирах

### Чемпионаты мира
| Финальные турниры | Финальные турниры      | Финальные турниры      | Финальные турниры      | Финальные турниры      | Финальные турниры      | Финальные турниры      | Финальные турниры      | Финальные турниры      | Финальные турниры      |                | Отборочные турниры | Отборочные турниры | Отборочные турниры | Отборочные турниры | Отборочные турниры | Отборочные турниры | Отборочные турниры |
| Год               | Результат              | Место                  | И                      | В                      | Н                      | П                      | ГЗ                     | ГП                     | Составы                | Место          | И                  | В                  | Н                  | П                  | ГЗ                 | ГП                 |                    |
| ----------------- | ---------------------- | ---------------------- | ---------------------- | ---------------------- | ---------------------- | ---------------------- | ---------------------- | ---------------------- | ---------------------- | -------------- | ------------------ | ------------------ | ------------------ | ------------------ | ------------------ | ------------------ | ------------------ |
| 1930              | Не участвовала         | Не участвовала         | Не участвовала         | Не участвовала         | Не участвовала         | Не участвовала         | Не участвовала         | Не участвовала         | Не участвовала         | Не участвовала | Не участвовала     | Не участвовала     | Не участвовала     | Не участвовала     | Не участвовала     | Не участвовала     |                    |
| 1934              | Не участвовала         | Не участвовала         | Не участвовала         | Не участвовала         | Не участвовала         | Не участвовала         | Не участвовала         | Не участвовала         | Не участвовала         | Не участвовала | Не участвовала     | Не участвовала     | Не участвовала     | Не участвовала     | Не участвовала     | Не участвовала     |                    |
| 1938              | Не участвовала         | Не участвовала         | Не участвовала         | Не участвовала         | Не участвовала         | Не участвовала         | Не участвовала         | Не участвовала         | Не участвовала         | Не участвовала | Не участвовала     | Не участвовала     | Не участвовала     | Не участвовала     | Не участвовала     | Не участвовала     |                    |
| 1950              | Не участвовала         | Не участвовала         | Не участвовала         | Не участвовала         | Не участвовала         | Не участвовала         | Не участвовала         | Не участвовала         | Не участвовала         | Не участвовала | Не участвовала     | Не участвовала     | Не участвовала     | Не участвовала     | Не участвовала     | Не участвовала     |                    |
| 1954              | Не участвовала         | Не участвовала         | Не участвовала         | Не участвовала         | Не участвовала         | Не участвовала         | Не участвовала         | Не участвовала         | Не участвовала         | Не участвовала | Не участвовала     | Не участвовала     | Не участвовала     | Не участвовала     | Не участвовала     | Не участвовала     |                    |
| 1958              | 1/4 финала             | 7                      | 5                      | 2                      | 1                      | 2                      | 5                      | 6                      | Состав                 | 1/3*           | 5                  | 4                  | 0                  | 1                  | 18                 | 3                  |                    |
| 1962              | 1/4 финала             | 6                      | 4                      | 2                      | 1                      | 1                      | 9                      | 7                      | Состав                 | 1/3            | 4                  | 4                  | 0                  | 0                  | 11                 | 3                  |                    |
| 1966              | 4-е место              | 4                      | 6                      | 4                      | 0                      | 2                      | 10                     | 6                      | Состав                 | 1/4            | 6                  | 5                  | 0                  | 1                  | 19                 | 6                  |                    |
| 1970              | 1/4 финала             | 5                      | 4                      | 2                      | 1                      | 1                      | 6                      | 2                      | Состав                 | 1/3            | 4                  | 3                  | 1                  | 0                  | 8                  | 1                  |                    |
| 1974              | Не прошла квалификацию | Не прошла квалификацию | Не прошла квалификацию | Не прошла квалификацию | Не прошла квалификацию | Не прошла квалификацию | Не прошла квалификацию | Не прошла квалификацию | Не прошла квалификацию | 1/3**          | 5                  | 3                  | 1                  | 1                  | 5                  | 2                  |                    |
| 1978              | Не прошла квалификацию | Не прошла квалификацию | Не прошла квалификацию | Не прошла квалификацию | Не прошла квалификацию | Не прошла квалификацию | Не прошла квалификацию | Не прошла квалификацию | Не прошла квалификацию | 2/3            | 4                  | 2                  | 0                  | 2                  | 5                  | 3                  |                    |
| 1982              | Второй групповой этап  | 7                      | 5                      | 2                      | 2                      | 1                      | 7                      | 4                      | Состав                 | 1/5            | 8                  | 6                  | 2                  | 0                  | 20                 | 2                  |                    |
| 1986              | 1/8 финала             | 10                     | 4                      | 2                      | 1                      | 1                      | 12                     | 5                      | Состав                 | 2/5            | 8                  | 4                  | 2                  | 2                  | 13                 | 8                  |                    |
| 1990              | Групповой этап         | 17                     | 3                      | 1                      | 0                      | 2                      | 4                      | 4                      | Состав                 | 1/5            | 8                  | 4                  | 3                  | 1                  | 11                 | 4                  |                    |
| Всего             | Лучший: 4-е место      | Участие: 7/14          | 31                     | 15                     | 6                      | 10                     | 53                     | 34                     |                        |                | 52                 | 35                 | 9                  | 8                  | 110                | 32                 |                    |

- * — выиграла в дополнительном матче;
- ** — засчитано техническое поражение за неявку на стыковой матч со сборной Чили.

### Чемпионаты Европы
| Финальные турниры | Финальные турниры                                                      | Финальные турниры                                                      | Финальные турниры                                                      | Финальные турниры                                                      | Финальные турниры                                                      | Финальные турниры                                                      | Финальные турниры                                                      | Финальные турниры                                                      | Финальные турниры                                                      |            | Отборочные турниры | Отборочные турниры | Отборочные турниры | Отборочные турниры | Отборочные турниры | Отборочные турниры | Отборочные турниры |
| Год               | Результат                                                              | Место                                                                  | И                                                                      | В                                                                      | Н                                                                      | П                                                                      | ГЗ                                                                     | ГП                                                                     | Составы                                                                | Место      | И                  | В                  | Н                  | П                  | ГЗ                 | ГП                 |                    |
| ----------------- | ---------------------------------------------------------------------- | ---------------------------------------------------------------------- | ---------------------------------------------------------------------- | ---------------------------------------------------------------------- | ---------------------------------------------------------------------- | ---------------------------------------------------------------------- | ---------------------------------------------------------------------- | ---------------------------------------------------------------------- | ---------------------------------------------------------------------- | ---------- | ------------------ | ------------------ | ------------------ | ------------------ | ------------------ | ------------------ | ------------------ |
| 1960              | Чемпион                                                                | 1                                                                      | 2                                                                      | 2                                                                      | 0                                                                      | 0                                                                      | 5                                                                      | 1                                                                      | Состав                                                                 | Полуфинал  | 2                  | 2                  | 0                  | 0                  | 4                  | 1                  |                    |
| 1964              | 2-е место                                                              | 2                                                                      | 2                                                                      | 1                                                                      | 0                                                                      | 1                                                                      | 4                                                                      | 2                                                                      | Состав                                                                 | Полуфинал  | 4                  | 2                  | 2                  | 0                  | 7                  | 3                  |                    |
| 1968              | 4-е место                                                              | 4                                                                      | 2                                                                      | 0                                                                      | 1                                                                      | 1                                                                      | 0                                                                      | 2                                                                      | Состав                                                                 | Полуфинал  | 8                  | 6                  | 0                  | 2                  | 19                 | 8                  |                    |
| 1972              | 2-е место                                                              | 2                                                                      | 2                                                                      | 1                                                                      | 0                                                                      | 1                                                                      | 1                                                                      | 3                                                                      | Состав                                                                 | Полуфинал  | 8                  | 5                  | 3                  | 0                  | 16                 | 4                  |                    |
| 1976              | Не прошла квалификацию                                                 | Не прошла квалификацию                                                 | Не прошла квалификацию                                                 | Не прошла квалификацию                                                 | Не прошла квалификацию                                                 | Не прошла квалификацию                                                 | Не прошла квалификацию                                                 | Не прошла квалификацию                                                 | Не прошла квалификацию                                                 | 1/4 финала | 8                  | 4                  | 1                  | 3                  | 12                 | 10                 |                    |
| 1980              | Не прошла квалификацию                                                 | Не прошла квалификацию                                                 | Не прошла квалификацию                                                 | Не прошла квалификацию                                                 | Не прошла квалификацию                                                 | Не прошла квалификацию                                                 | Не прошла квалификацию                                                 | Не прошла квалификацию                                                 | Не прошла квалификацию                                                 | 4/4        | 6                  | 1                  | 3                  | 2                  | 7                  | 8                  |                    |
| 1984              | Не прошла квалификацию                                                 | Не прошла квалификацию                                                 | Не прошла квалификацию                                                 | Не прошла квалификацию                                                 | Не прошла квалификацию                                                 | Не прошла квалификацию                                                 | Не прошла квалификацию                                                 | Не прошла квалификацию                                                 | Не прошла квалификацию                                                 | 2/4        | 6                  | 4                  | 1                  | 1                  | 11                 | 2                  |                    |
| 1988              | 2-е место                                                              | 2                                                                      | 5                                                                      | 3                                                                      | 1                                                                      | 1                                                                      | 7                                                                      | 4                                                                      | Состав                                                                 | 1/5        | 8                  | 5                  | 3                  | 0                  | 14                 | 3                  |                    |
| 1992              | Принимала участие как сборная СНГ, 8 место, 3 игры, 0-2-1, 1-4, 2 очка | Принимала участие как сборная СНГ, 8 место, 3 игры, 0-2-1, 1-4, 2 очка | Принимала участие как сборная СНГ, 8 место, 3 игры, 0-2-1, 1-4, 2 очка | Принимала участие как сборная СНГ, 8 место, 3 игры, 0-2-1, 1-4, 2 очка | Принимала участие как сборная СНГ, 8 место, 3 игры, 0-2-1, 1-4, 2 очка | Принимала участие как сборная СНГ, 8 место, 3 игры, 0-2-1, 1-4, 2 очка | Принимала участие как сборная СНГ, 8 место, 3 игры, 0-2-1, 1-4, 2 очка | Принимала участие как сборная СНГ, 8 место, 3 игры, 0-2-1, 1-4, 2 очка | Принимала участие как сборная СНГ, 8 место, 3 игры, 0-2-1, 1-4, 2 очка | 1/5        | 8                  | 5                  | 3                  | 0                  | 13                 | 2                  |                    |
| Всего             | 1 Титул                                                                | Участие: 5/8                                                           | 13                                                                     | 7                                                                      | 2                                                                      | 4                                                                      | 17                                                                     | 12                                                                     |                                                                        |            |                    | 58                 | 34                 | 16                 | 8                  | 103                | 41                 |

## История сборной СССР до 1952 года

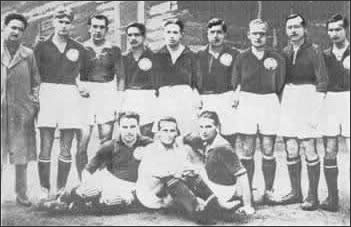
Сборная СССР 1924 года

После долгого перерыва, связанного с событиями Первой мировой войны, Октябрьской революции и последующей Гражданской войны, сборная Российского государства была созвана в 1923 году под знамёна сборной РСФСР. Тогда команда сыграла 3 матча в Европе против сборных команд Эстонии, Норвегии и Швеции, победив в каждом (общий счёт 9:5). Сборная же всесоюзного масштаба была впервые созвана в конце 1924 года для своего первого матча против сборной команды Турции, который был сыгран 16 ноября 1924 года в Москве и закончился победой советских футболистов — 3:0.
В течение следующих 11 лет (1925—1935) сборная СССР провела более 40 международных матчей, из них лишь 4 домашних. В большинстве этих матчей соперниками советской команды выступили различные сборные команды Турции и команды Немецкого рабочего спортивного союза, входившего в состав Красного Спортивного Интернационала (по 16 матчей). Также были сыграны матчи с рядом скандинавских и австрийских клубов и рабочих сборных, сборными Латвии и Норвегии. Общий результат всех этих встреч — более 32 побед (количество встреч с командами Латвии остаётся неизвестным), 5 ничьих и 2 поражения. Лучшими бомбардирами сборной стали Михаил Бутусов и Фёдор Селин.
Первое в своей истории поражение сборная СССР по футболу потерпела в 1927 году в Дрездене от рабочей команды Вены — 1:3, хотя в ответном матче взяла реванш.
Большой вклад в развитие советского футбола внесла сборная Турции, которая стала основным спарринг-партнёром сборной СССР, несмотря на препоны, создаваемые чиновниками ФИФА. Дело в том, что СССР не был представлен своей федерацией в ФИФА, которая запрещала своим членам (Турция входила в ФИФА) играть с командами из других конфедераций и союзов, а СССР представлял их оппонента — Красный Спортивный Интернационал. Поэтому, чтобы продолжить встречи с командой СССР, турецкая федерация выставляла свою сборную под названиями типа «Сборная Народных домов Турции». Сборная СССР оказалась сильнее своих турецких соперников (11 побед, 4 ничьих, 1 поражение). В матчах со сборными союзных республик и различными клубами из СССР сборная Турции оказалась ещё более неудачливой, будучи разгромленной чуть ли не каждым из них, даже представителями низших лиг.
В 1928—1929 годах сборную СССР не созывали. В 1936 году футболисты сборной были заняты на первенстве СССР по футболу: силу советского футбола проверяли в матчах сильнейших клубов страны. «Динамо» (Москва), «Динамо» (Тбилиси), «ЦДСА» и «Спартак» (Москва) в 1937 провели ряд встреч с командой басков, которые выиграли все матчи, проиграв только «Спартаку».
Сборная СССР также участвовала в 1937 году в играх III летней рабочей олимпиады в Антверпене (Бельгия). Команда в основном состояла из игроков московского «Спартака», усиленного игроками из других команд. На этой Олимпиаде сборная завоевала чемпионский титул.
Далее был перерыв в играх сборной с 1938 по 1952 год. Такая пауза была вызвана активным участием СССР во Второй мировой войне. СССР вступил в ФИФА через год после окончания Второй мировой войны, 25 июня 1946 года.
Широко известен послевоенный вояж усиленного футболистами других советских клубов московского «Динамо» в Великобританию, в течение которого были сыграны 4 матча с родоначальниками футбола (2 победы, 2 ничьих).

## XV летняя Олимпиада в Хельсинки 1952

### Отборочный турнир
Об участии советского футбольного коллектива в олимпийском футбольном турнире Хельсинки стало известно летом 1951 года, однако команду начали воссоздавать лишь в январе 1952. Подготовку сборной поручили опытному и наиболее авторитетному на тот момент советскому тренеру — Борису Аркадьеву. Также в тренерский штаб были включены Евгений Елисеев, Михаил Бутусов и Григорий Федотов, которых впоследствии заменил Михаил Якушин. 15 января 1952 года в распоряжение тренеров прибыли 36 футболистов, которые сначала готовились в Москве, а 4 марта отправились на черноморскую базу «Динамо» в Леселидзе, где в течение месяца сборная провела ряд контрольных встреч с лучшими клубными командами страны, после чего в обойме сборной решили оставить 24 лучших игрока.
В ходе подготовки к Олимпиаде советская сборная была созвана под знамёна сборных Москвы и ЦДСА, так как длительные (более трёх месяцев) сборы могли вызвать подозрения у МОК насчёт того, является ли команда составленной из любителей. По тогдашним олимпийским правилам запрещалось участие на Олимпийских играх профессиональных спортсменов, почему спортивные управленцы СССР и решили прибегнуть к конспирации.
В мае команда провела 9 контрольных матчей со сборными Болгарии (выступали как сборная Софии), Венгрии, Польши, Финляндии, Румынии и Чехословакии. В первом же матче 11 мая 1952 года в Москве сборная СССР уступила Польше (0:1), однако потом был взят реванш (2:1). Общий итог контрольных матчей —- 5 побед, 3 ничьих и 1 поражение (разница мячей —- 16:6 в пользу СССР).

### Состав команды
Главный тренер: Борис Аркадьев
Тренер: Михаил Якушин
| 1             | Леонид Иванов         | 25.07.1921 | Зенит Ленинград  | 3 | −9 |
| 2             | Владимир Никаноров    | 14.07.1917 | ЦДКА             |   |    |
| 19            | Владимир Маргания     | 08.02.1928 | Динамо Тбилиси   |   |    |
| Защитники     |                       |            |                  |   |    |
| 3             | Константин Крижевский | 20.02.1926 | ВВС              | 3 |    |
| 4             | Анатолий Башашкин     | 23.02.1924 | ЦДКА             | 3 |    |
| 5             | Юрий Нырков           | 29.07.1924 | ЦДКА             | 3 |    |
| 7             | Агустин Гомес         | 18.11.1922 | Торпедо (Москва) |   |    |
| 6             | Владимир Зябликов     | 05.07.1925 | Динамо Москва    |   |    |
| Полузащитники |                       |            |                  |   |    |
| 8             | Александр Петров      | 27.09.1925 | ЦДКА             | 3 | 1  |
| 10            | Игорь Нетто           | 09.01.1930 | Спартак Москва   | 3 |    |
| 9             | Георгий Антадзе       | 06.09.1920 | Динамо Тбилиси   |   |    |
| Нападающие    |                       |            |                  |   |    |
| 12            | Василий Трофимов      | 07.01.1919 | Динамо Москва    | 3 | 2  |
| 14            | Александр Тенягин     | 22.08.1927 | Динамо Москва    | 1 |    |
| 20            | Всеволод Бобров       | 01.12.1922 | ВВС              | 3 | 5  |
| 16            | Автандил Гогоберидзе  | 03.08.1922 | Динамо Тбилиси   | 1 |    |
| 11            | Анатолий Ильин        | 27.06.1931 | Спартак Москва   | 1 |    |
| 17            | Фридрих Марютин       | 07.10.1924 | Зенит Ленинград  | 1 |    |
| 15            | Константин Бесков     | 18.11.1920 | Динамо Москва    | 2 |    |
| 18            | Автандил Чкуасели     | 31.12.1931 | Динамо Тбилиси   | 1 |    |
| 13            | Валентин Николаев     | 16.08.1921 | ЦДКА             | 2 |    |

### Финальный турнир
Первым официальным матчем стала встреча в 1/16 финала XV летней Олимпиады в Хельсинки со сборной командой Болгарии 15 июля 1952 года. В течение основного времени счёт так и не был открыт, поэтому пришлось играть дополнительное время, где, пропустив первыми, советские футболисты смогли отыграться — 2:1.
В 1/8 финала соперником советской сборной стала сборная Югославии. В феерическом матче, проигрывая по ходу 1:5, сборная СССР смогла добиться боевой ничьей — 5:5. В переигровке, прошедшей через день, советские футболисты, полностью выложившиеся в первом матче, уступили югославам 1:3 и вылетели из дальнейшего розыгрыша медалей.
Высшее руководство страны расценило выступление футбольной сборной, как крайне неудовлетворительное. Во-первых, в свете успехов других советских олимпийцев, которые заняли второе общекомандное место в неофициальном командном зачёте. Во-вторых, проигрыш сборной Югославии стал серьёзным идеологическим ударом для всей страны. Иосип Броз Тито в 1949 году разорвал дипломатические отношения между Югославией и СССР, и это сделало балканскую республику политическим врагом Советского Союза. Поражение было воспринято настолько критично, что в «наказании» уступившей команды участвовал сам И. В. Сталин. В итоге команда ЦДСА, которую на турнире представляли только 5 из 20 футболистов и главный тренер, была обвинена в «провале» (так выступление сборной оценило руководство страны) и расформирована, а Петрова, Аркадьева, Башашкина, Николаева, Бескова и Крыжевского заставили сдать удостоверения мастеров спорта (Бесков, Николаев и Аркадьев были заслуженными мастерами). Интересно, что Крижевский и Бесков вообще не выступали за ЦДСА.
Однако некоторые футболисты из распущенной сборной всё же смогли завоевать олимпийское золото: Игорь Нетто, Анатолий Башашкин и Анатолий Ильин выиграли футбольный турнир летней Олимпиады в Мельбурне в 1956 году, а Всеволод Бобров в том же 1956 году выиграл хоккейный турнир зимней Олимпиады в Кортина д'Ампеццо.

## XVI летняя Олимпиада в Мельбурне 1956

### Отборочный турнир
После поражения на хельсинкской Олимпиаде сборная СССР вновь собралась лишь в 1954 году. Таким образом, команда не приняла участия в играх швейцарского чемпионата мира, и ближайшим крупным турниром для неё должны были стать Олимпийские игры в Мельбурне 1956 года. Однако футбол в стране не стоял на месте. В 1953 году Советский Союз посещали известные футбольные коллективы Европы: венский «Рапид», «Юргорден» из Стокгольма, венгерский клуб «Дожа», а также национальные сборные Финляндии, Чехословакии и Румынии. Играли вышеупомянутые команды с клубными командами СССР.
В 1954 году Москву посетили ещё 4 европейские футбольные сборные: Швеции, Венгрии, Болгарии и Польши. Из них двум последним противостояла сборная команда Москвы, которую по составу можно приравнять и к главной команде страны.
4 матча с поляками и болгарами (по 2 с каждыми), прошедшие в начале августа, не дали определённого ответа о состоянии советского футбола — 1 победа, 1 ничья и 2 поражения с общим счётом 4:5, однако они позволили определить основные пути развития команды и указали на её преимущества и недостатки, которые были учтены в играх первой сборной.
8 сентября состоялась встреча с командой Швеции, завершившаяся настоящим разгромом скандинавской дружины — 7:0. 19 сентября в Ленинграде городская сборная достаточно неожиданно сыграла с главной командой страны вничью — 1:1. 26 сентября в Москву пожаловала одна из лучших команд мира на тот момент — сборная Венгрии (действующий олимпийский чемпион, серебряный призёр прошедшего двумя месяцами ранее чемпионата мира), ведомая лучшим бомбардиром прошедшего мирового форума — Шандором Кочишем и легендарным Ференцем Пушкашем, однако советская команда не затерялась на её фоне. На 14-й минуте счёт открыл Сальников, а на 59-й Кочиш забил ответный мяч, установив окончательный итог встречи — 1:1. Этими матчем сборная СССР доказала свою состоятельность и громко заявила о претензиях на самый высокие награды мирового футбола. Также были введены в состав и обыграны новые молодые и перспективные футболисты: Лев Яшин, Никита Симонян и Сергей Сальников.
В начале 1955 года сборная СССР под руководством Гавриила Качалина отправилась в насыщенное спортивное турне по Индии. В 17 матчах с командами разной значимости (от любительских команд до первой сборной) был достигнут стопроцентный результат с общим счётом 100:4. Лучшим бомбардиром у сборной СССР стал дебютант Эдуард Стрельцов — 15 голов. В единственном ответном матче, сыгранном 16 сентября в Москве, сборная установила свой рекорд результативности в одном матче, победив индийскую сборную — 11:1.
С ответными визитами команда посетила Стокгольм и Будапешт. Оба матча прошли по схожим с прошлогодними сценариями: Швеция вновь была разгромлена — 6:0, а Венгрию на последних минутах спас от поражения Пушкаш — 1:1.
Самым серьёзным соперником в 1955 году для советской команды стала сборная ФРГ, которая на тот момент являлась действующим чемпионом мира. В Москву, на товарищеский матч 21 августа, она прибыла в ослабленном составе, чему виной, по официальной версии, эпидемия желтухи, однако и в таком составе Бундестим представляла весьма грозную силу. Тренер команды — Зепп Хербергер — остался прежним и провёл тщательную подготовку к этому матчу. Сама игра получилась очень зрелищной: проигрывая к 52-й минуте 1:2, сборная СССР смогла вырвать победу — 3:2.
Ещё в 1955 году в Москве состоялся товарищеский матч с крепкой французской сборной — 2:2.
Разгромив в двух товарищеских матчах сборную Дании (дома и в гостях) с общим счётом 10:3, сборная теперь должна была решить проблему выхода в финальный турнир Олимпиады. Соперником по квалификационным играм стала израильская сборная. Уровень команд стал ясен после первого, московского матча, закончившегося победой СССР — 5:0, и ответный матч в Тель-Авиве превратился в пустую формальность — 1:2, поражение Израиля.
Генеральной репетицией перед вояжем в Австралию стали матчи с уже знакомыми команде оппонентами: Францией, ФРГ и Венгрией. 15 сентября в Ганновере было подтверждено небольшое превосходство над немцами — 2:1, 23 сентября венгры всё-таки взяли верх над советскими футболистами в Москве — 1:0, а 24 октября в Париже французы в равной борьбе нанесли сборной СССР второе поражение за последний месяц.
В начале ноября, за несколько недель до начала финального турнира Олимпиады, команда совершила длительный перелёт из Москвы в Австралию, оставив таким образом себе время на акклиматизацию и подготовку.
До первой официальной встречи, 15 ноября был проведён контрольный матч со сборной Австралии, составленной из любителей, в котором советские футболисты не дали усомниться в своём мастерстве, победив 15:1 .

### Состав команды
Главный тренер: Гавриил Качалин
Тренер: Николай Гуляев
| №             | Имя                | Дата рождения | Клуб             | Отб.игр(голов) | Игр     | Голов   | Награда |
| Вратари       | Вратари            | Вратари       | Вратари          | Вратари        | Вратари | Вратари | Вратари |
| ------------- | ------------------ | ------------- | ---------------- | -------------- | ------- | ------- | ------- |
| 1             | Лев Яшин           | 22.10.1929    | Динамо Москва    | 2(-1)          | 4       | −2      | *       |
| 2             | Борис Разинский    | 12.07.1933    | ЦДСА             |                | 1       |         |         |
| Защитники     |                    |               |                  |                |         |         |         |
| 3             | Николай Тищенко    | 10.12.1926    | Спартак Москва   | 2              | 4       |         |         |
| 4             | Анатолий Башашкин  | 23.02.1924    | ЦДСА             | 2              | 5       |         | *       |
| 5             | Михаил Огоньков    | 24.06.1932    | Спартак Москва   | 1              | 3       |         | *       |
| 6             | Борис Кузнецов     | 14.07.1928    | Динамо Москва    | 1              | 3       |         | *       |
| 20            | Анатолий Порхунов  | 28.07.1928    | ЦДСА             |                |         |         |         |
| Полузащитники |                    |               |                  |                |         |         |         |
| 9             | Анатолий Маслёнкин | 29.06.1930    | Спартак Москва   |                | 2       |         | *       |
| 7             | Алексей Парамонов  | 21.02.1925    | Спартак Москва   | 2              | 2       |         |         |
| 8             | Игорь Нетто        | 09.01.1930    | Спартак Москва   | 1              | 5       | 1       | *       |
| 10            | Йожеф Беца         | 06.11.1929    | ЦДСА             |                | 1       |         |         |
| Нападающие    |                    |               |                  |                |         |         |         |
| отб.т.        | Иван Мозер         | 21.12.1933    | Спартак Москва   | 1              |         |         |         |
| 11            | Борис Татушин      | 31.03.1933    | Спартак Москва   | 2(2)           | 5       | 1       | *       |
| 12            | Анатолий Исаев     | 14.07.1932    | Спартак Москва   | 1              | 3       | 1       | *       |
| 13            | Никита Симонян     | 12.10.1926    | Спартак Москва   | 2(2)           | 1       |         | *       |
| 14            | Сергей Сальников   | 13.09.1925    | Спартак Москва   | 2              | 4       | 2       | *       |
| 15            | Анатолий Ильин     | 27.06.1931    | Спартак Москва   | 2(1)           | 2       | 1       | *       |
| 16            | Валентин Иванов    | 19.11.1934    | Торпедо (Москва) | 1(2)           | 3       | 1       |         |
| 17            | Эдуард Стрельцов   | 21.07.1937    | Торпедо (Москва) |                | 4       | 2       |         |
| 18            | Владимир Рыжкин    | 29.12.1930    | Динамо Москва    |                | 3       |         |         |
| 19            | Юрий Беляев        | 02.04.1934    | ЦДСА             |                |         |         |         |

* Золотые медали были вручены только одиннадцати игрокам, принимавшим участие непосредственно в финальном матче.

### Финальный турнир
Первая встреча с участием сборной СССР в рамках официального турнира, проходившего по олимпийской системе на выбывание, состоялась 24 ноября, в 12:00 (это был матч-открытие футбольного турнира). Соперником советской команды стала объединённая команда Германии, составленная из начинающих западногерманских профессионалов. Главный тренер немцев выбрал для своих подопечных оборонительную тактику, однако пользуясь превосходством в классе и накопленным опытом, советская сборная смогла отличиться дважды, усилиями Исаева (23) и Стрельцова (86). Гол Хабига на 89-й минуте стал голом престижа. Интересно, что тренер сборной Германии признал выступление своей команды хорошим, то есть достойную игру со сборной СССР оценил не хуже завоевания медалей.
Следующим соперником советской сборной стала сборная Индонезии. За несколько месяцев до Олимпиады индонезийцы проводили турне по Советскому Союзу, где были биты многими клубами из низших лиг, почему они и не были восприняты как серьёзные соперники. На родине советские спортсмены дали клятву спортивному руководству страны, что выиграют все матчи Олимпиады, однако они умудрились выиграть золотые медали, нарушив её.
Сборная Индонезии играла в очень закрытый футбол, используя схему 9-1, к тому же имея классного вратаря — Маулви Саэлана. В матче, сыгранном 29 ноября, за 120 минут по воротам индонезийцев было нанесено 68 ударов, в их штрафную было подано 27 угловых, но гола не случилось. В концовке встречи индонезийцы провели свою единственную атаку: Дануэ вышел 1 в 2 к воротам, обвёл Башашкина, обманул Яшина и промахнулся. Ничья 0:0, и на 1 декабря была назначена переигровка.
По регламенту соревнований после повторной ничьи полагалось тянуть жребий, почему победа для советской команды была очень важна. После анализа первой встречи было решено сменить акцент атаки: вместо попыток взломать глухую индонезийскую оборону с помощью красивых комбинаций и обводок, что было очень трудно, следовало отдать предпочтение дальним ударам, чтобы не входить в чужую штрафную, переполненную защитниками. Футбольная психология говорит, что в матчах с футбольными карликами, к которым всегда относилась Индонезия, необходим быстрый гол, так как к концу матча соперник подобного класса обычно так сильно прижимается к своим воротам, охраняя удовлетворяющий их результат (ничью), что забить почти невозможно. Поэтому на поле с первых минут были выпущены Анатолий Маслёнкин и Анатолий Ильин, которые хорошо владели дальним ударом и не боялись взять завершение атаки на себя. Изменения в игре и тактике принесли свои плоды, так как уже к 19-й минуте индонезийцы проигрывали 2:0, и сборная СССР спокойно довела этот матч до победы — 4:0.
К полуфинальному матчу со сборной Болгарии, намеченному на 5 декабря, команда подошла далеко не в лучшем состоянии, после изнуряющего противостояния с Индонезией. К тому же по ходу матча получили травмы два советских футболиста (Валентин Иванов и Николай Тищенко), а замены в то время не предполагались правилами. По сценарию матч оказался удивительно похожим на сценарий противостояния этих же команд в 1/16 финала предыдущей Олимпиады. Так же, как и 4 года назад, основное время матча закончилось нулевой ничьей, так же в дополнительное время болгарам удалось выйти вперёд, так же сборная СССР, проявив свой характер, смогла сначала сравнять счёт (за 8 минут до конца отличился Стрельцов), а затем и установить окончательный, победный счёт — 2:1 (на 116-й минуте отличился Татушин).
Соперником по финалу, прошедшему 8 декабря, для сборной СССР стала сборная Югославии, преградившая ей путь на предыдущей Олимпиаде. Сами югославы выиграли в Хельсинки «серебро». К финальному матчу моральная и физическая усталость команды стала ещё более ощутимой, ведь за последние 9 дней до финала они сыграли 3 тяжелейших матча общей продолжительностью 330 минут. Команде требовались свежие силы, и на поле вышли игравшие не так много игроки: Никита Симонян, Анатолий Исаев и Анатолий Ильин. Именно эти игроки и сотворили единственный гол в игре: на 48-й минуте Ильин замкнул головой навес Исаева с правого фланга.
Так советская команда завоевала свою первую награду.

## Чемпионат мира 1958

### Отборочный турнир

#### Группа 6
Успехи советской сборной на Олимпиаде в Мельбурне и в товарищеских матчах с ведущими командами мира определённо говорили о готовности команды принять участие на грядущем мировом первенстве в Швеции. Заявка была принята, и команда попала в 6-ю отборочную группу УЕФА, составленную, как и остальные, по региональному признаку, где также оказались уже знакомые советским футболистам сборные: Польши и Финляндии.
1 июня в Москве был проведён первый после олимпийского финала, контрольный матч сборной СССР против румынской сборной. Команду по-прежнему возглавлял Гавриил Качалин, костяк команды остался прежним, из дебютантов на поле появились только Юрий Войнов и Герман Апухтин. Румыны находились в неплохой форме и сумели увезти из советской столицы ничью — 1:1.
Следующая игра была уже официальной: 23 июня в Москве советская сборная провела матч отборочного цикла к грядущему чемпионату мира против сборной Польши. Матч был очень важным для обеих команд, так как всем было понятно, что путёвку на мировое первенство в европейской группе 6 разыграют именно они. Настрой у обеих команд действительно был очень велик, так что уже с первых минут началась упорная борьба за право выйти вперёд. Трижды поляки сумасшедшими по силе ударами сотрясали каркас ворот Яшина, однако никакой пользы от своей активности они вынести не смогли. Советским же футболистам удача улыбнулась уже на 9-й минуте: Татушин заставил ошибиться польского вратаря Шимковяка и открыл счёт в матче. Во втором тайме игра уже шла под диктовку хозяев, на ворота поляков обрушился целый град мячей. На 52-й минуте над Лужниками сгустились тучи и кому-то пришло в голову включить осветители, а через 8 минут выключить, хотя правилами ФИФА такие незапланированные включения/выключения света были запрещены. Однако, ни поляки, ни судья не стали подавать протест, да и само руководство ФИФА ограничилось лишь письменным замечанием. Таким же замечанием оно ограничилось и по поводу того, что советских игроков не заявили официально на матч, потребовав, правда, выслать заявочный список задним числом. Тем временем, на 55-й минуте Никита Симонян красивым ударом в «девятку» из-за пределов штрафной удвоил счёт. Не менее красивым ударом на 77-й минуте Ильин поставил эффектную точку в матче — 3:0.
Почти через месяц, 21 июля, в контрольном матче в Софии советская дружина уверенно обыграла болгар — 4:0. Уже через 6 дней в Москву приехали финны — аутсайдеры группы. Выстроив глухую оборону, скандинавы собирались вести закрытую игру. Правда, на 23-й минуте Войнову удался дальний удар и счёт был открыт. Но в конце первого тайма Олави Лахтинен сумел сравнять счёт, переиграв вратаря Олега Макарова, заменявшего травмированного Яшина, и на перерыв команды отправились при ничейном счёте. Ситуация, сложившаяся на поле сильно напоминала провальный матч с индонезийцами на прошедшей Олимпиаде, и Качалину было необходимо доказать, что подобные промашки больше не повторятся с его командой. Команду на 62-й минуте выручил капитан — Игорь Нетто, головой замкнувший подачу с углового. Несмотря на победу, тренер был недоволен игрой и за 20 дней, оставшихся до ответного матча, провёл серьёзную работу с игроками по увеличению точности ударов. Результаты этой работы сполна оправдали её 15 августа в Хельсинки, когда от обороны сборной Финляндии не осталось камня на камне — победа 10:0, что является повторением лучшей разницы мячей для сборной СССР в одном матче. Кстати, хельсинкский матч стал для советской сборной также и первым выездным матчем, на котором присутствовали её болельщики.
22 сентября в товарищеском матче в Будапеште были обыграны венгры — 2:1. В этом матче Качалиным был опробован новичок — защитник Владимир Кесарев.
20 октября в Хожуве должен был состояться решающий матч за выход в финальную часть мирового первенства, однако он не стал последним. Более ста тысяч поляков собрались на стадионе «Шлёнск», чтобы поддержать свою команду, к которой присоединился, став капитаном, тридцатилетний нападающий-ветеран Герард Цесьлик. В ворота советской команды вернулся Лев Яшин. Поляки оказались сильнее и одержали довольно уверенную по игре победу — 2:1, причём дублем отметился Цесьлик. Такой исход матча говорил только об одном: необходимо будет сыграть дополнительную игру за путёвку в Швецию, так как разницы мячей и результаты личных встреч тогда не имели значения, хотя в случае ничейного результата в дополнительном матче, эти показатели были бы учтены.
|              | И | В | Н | П | М    | О |
| ------------ | - | - | - | - | ---- | - |
| 1-2. СССР    | 4 | 3 | 0 | 1 | 16-3 | 6 |
| 1-2. Польша  | 4 | 3 | 0 | 1 | 9-5  | 6 |
| 3. Финляндия | 4 | 0 | 0 | 4 | 2-19 | 0 |

И — игр, В — выигрыши, Н — ничьи, П — проигрыши, М — разница мячей, О — очки
Матч был назначен на 24 ноября и местом проведения был выбран восточногерманский город Лейпциг, причём выбран он был преимущественно только по желанию советских функционеров, так как на местном новеньком 115-тысячном Центральштадионе около трети зрителей должны были быть болельщиками СССР. Правда, дорога к Лейпцигу не обошлась без приключений. 17 ноября торпедовцы: Валентин Иванов и Эдуард Стрельцов — опоздали на поезд до Берлина, и руководитель Секции футбола Комитета по физкультуре и спорту при Совете Министров СССР Валентин Антипёнок, встретивший опоздавших на Белорусском вокзале, пустился с ними в погоню за поездом, попутно звоня чиновникам из Министерства путей сообщения с просьбой остановить поезд. В итоге, автомобиль, на котором они ехали, нагнал экспресс в Можайске и футболисты благополучно присоединились к остальной команде.
В распоряжении команды из-за травм отсутствовали её признанные лидеры: Исаев, Сальников, Крижевский, Симонян и Ильин. Незадолго до самого матча из строя выбыл Алекпер Мамедов, чьё место неожиданно для себя занял Генрих Федосов, причём выступать ему пришлось прямо в форме и бутсах самого Мамедова, из-за чего возникла путаница: многие посчитали, что на поле присутствовал Мамедов, а не Федосов.
Команды начали матч без разведки, так как уже хорошо знали друг друга, однако важность этой встречи не давала им права, забыв об обороне, во что бы то ни стало пытаться забить гол, почему игра и получилась довольно напряжённой. Уже на 5-й минуте в упорной борьбе Стрельцов получил болезненную травму, но, будучи провинившимся в опоздании на поезд, и, учитывая, что замен в официальных матчах тогда не было, он принял волевое решение остаться в игре, что в итоге и принесло команде победу. Поляки растранжирили все свои моменты в начале игры, неудачно завершая их, а советские футболисты смогли дважды отличиться: на 30-й минуте с паса Татушина отличился Стрельцов, а на 75-й минуте окончательный счёт с паса Стрельцова установил Федосов — 2:0. Благодаря этой победе советская команда смогла отправиться на свой первый чемпионат мира в Швецию.
С середины февраля по 14 марта 1958 года сборная провела сборы в Китае, в футбольном санатории, расположенном на острове, где также был проведён ряд контрольных матчей с местными клубами. В мае команда вновь собралась на спартаковской базе в Тарасовке. Во время этого сбора было сыграно два контрольных матча. В первом советская команда, как «сборная Москвы» переиграла «сборную Берлина», составленную из лучших футболистов ГДР — 4:0. Второй матч стал контрольной репетицией перед играми стартующего менее чем через месяц чемпионата мира: 18 мая в Москву в самом боевом на то время составе приехали будущие соперники СССР по группе — англичане. Матч прошёл в обоюдоострой борьбе и закончился вничью — 1:1.
1 июня команда вылетела в Стокгольм.

### Состав команды
Главный тренер: Гавриил Качалин
Тренер: Михаил Якушин
| №             | Имя                   | Дата рождения | Клуб             | Отб.игр(голов) | Игр     | Голов   |
| Вратари       | Вратари               | Вратари       | Вратари          | Вратари        | Вратари | Вратари |
| ------------- | --------------------- | ------------- | ---------------- | -------------- | ------- | ------- |
| отб.т.        | Олег Макаров          | 26.07.1929    | Динамо Киев      | 1(-1)          |         |         |
| 13            | Владимир Беляев       | 15.09.1933    | Динамо Москва    | 1              |         |         |
| 1             | Лев Яшин              | 22.10.1929    | Динамо Москва    | 3(-2)          | 5       | −6      |
| 12            | Владимир Маслаченко   | 05.03.1936    | Локомотив Москва |                |         |         |
| Защитники     |                       |               |                  |                |         |         |
| отб.т.        | Михаил Огоньков       | 24.06.1932    | Спартак Москва   | 5              |         |         |
| 2             | Владимир Кесарев      | 26.02.1930    | Динамо Москва    | 1              | 5       |         |
| 3             | Константин Крижевский | 20.02.1926    | Динамо Москва    | 3              | 5       |         |
| 4             | Борис Кузнецов        | 14.07.1928    | Динамо Москва    | 5              | 5       |         |
| 14            | Леонид Островский     | 17.01.1936    | Торпедо (Москва) |                |         |         |
| 22            | Владимир Ерохин       | 10.04.1930    | Динамо Киев      |                |         |         |
| Полузащитники |                       |               |                  |                |         |         |
| отб.т.        | Алексей Парамонов     | 21.02.1925    | Спартак Москва   | 1              |         |         |
| 15            | Анатолий Маслёнкин    | 29.06.1930    | Спартак Москва   | 1              |         |         |
| 5             | Юрий Войнов           | 29.11.1931    | Динамо Киев      | 4(1)           | 5       |         |
| 6             | Игорь Нетто           | 09.01.1930    | Спартак Москва   | 5(2)           | 1       |         |
| 16            | Виктор Царёв          | 02.06.1931    | Динамо Москва    |                | 5       |         |
| Нападающие    |                       |               |                  |                |         |         |
| отб.т.        | Борис Татушин         | 31.03.1933    | Спартак Москва   | 4(1)           |         |         |
| отб.т.        | Эдуард Стрельцов      | 21.07.1937    | Торпедо (Москва) | 5(3)           |         |         |
| отб.т.        | Анатолий Исаев        | 14.07.1932    | Спартак Москва   | 3(2)           |         |         |
| отб.т.        | Виктор Фомин          | 13.01.1929    | Динамо Киев      | 1              |         |         |
| отб.т.        | Юрий Ковалёв          | 06.02.1934    | Локомотив Москва | 1              |         |         |
| 21            | Генрих Федосов        | 06.12.1932    | Динамо Москва    | 1(1)           |         |         |
| 8             | Валентин Иванов       | 19.11.1934    | Торпедо (Москва) | 3(1)           | 5       | 1       |
| 9             | Никита Симонян        | 12.10.1926    | Спартак Москва   | 4(4)           | 5       | 1       |
| 11            | Анатолий Ильин        | 27.06.1931    | Спартак Москва   | 3(3)           | 5       | 2       |
| 10            | Сергей Сальников      | 13.09.1925    | Спартак Москва   |                | 3       |         |
| 17            | Александр Иванов      | 14.04.1928    | Зенит Ленинград  |                | 4       | 1       |
| 7             | Герман Апухтин        | 12.06.1936    | ЦСК МО           |                | 1       |         |
| 20            | Юрий Фалин            | 02.04.1937    | Торпедо (Москва) |                | 1       |         |
| 18            | Валентин Бубукин      | 23.04.1933    | Локомотив Москва |                |         |         |
| 19            | Геннадий Гусаров      | 11.03.1937    | Торпедо (Москва) |                |         |         |

Из-за дисквалификации, наложенной советскими чиновниками, по официальной версии, за нарушение спортивного режима, в состав не были включены три ключевых игрока: Стрельцов, Огоньков и Татушин. Нетто из-за травмы колена, полученной 15 мая в товарищеской встрече с англичанами, смог принять участие только в игре со сборной Бразилии. В его отсутствие капитаном был Симонян.

### Финальный турнир

#### Группа 4
Первый матч советской сборной в финальных турнирах чемпионатов мира состоялся 8 июня в Гётеборге, на стадионе Нью Уллеви, её соперником была сборная Англии. Уже изучив друг друга в майском товарищеском матче, команды начали матч без «разведки». Уже на 14-й минуте Симонян открыл счёт, добив в ворота мяч, выпущенный из рук вратаря англичан Колина МакДональда после неудачной попытки отразить диагональный удар Александра Иванова. Такое начало раскрепостило дебютантов мирового первенства, так что весь первый тайм и начало второго остались за ними. На 56-й минуте Кесарев прорвался по правому флангу, откуда сделал передачу низом на всё того же Александра Иванова, который без особого труда обыграл один на один вратаря и послал мяч в сетку, минуя бросившегося наперерез защитника. Англичане, оценив положение дел, собрались и начали своё наступление. Особенно на острие атаки выделялся мощный и рослый Дерек Кеван. На 68-й минуте он головой замкнул дальний навес Билли Райта в штрафную, не оставив Льву Яшину шансов достать мяч. Тем временем Валентин Иванов и Юрий Войнов дважды промахнулись по воротам из выгодных положений. За десять минут до конца Кеван отправил Яшина в нокдаун, врезавшись в него на полном ходу, и забитый синхронно с этим происшествием гол Бобби Робсона был не засчитан. На 83-й минуте произошёл самый знаковый эпизод матча: убегая от Крижевского к воротам противника, Джонни Хейнс споткнулся возле самой штрафной и упал, а Иштван Жолт — судья матча — ошибочно назначил пенальти в ворота сборной СССР. Советские футболисты и большинство зрителей были не согласны с таким решением, ввиду чего на поле произошла небольшая потасовка между рефери и игроками, в ходе которой перевозбуждённый Яшин даже швырнул в него свою знаменитую кепку, на что, впрочем, венгр не отреагировал. В итоге пенальти чётко исполнил Том Финни, а неверное решение Жолта ещё долго муссировалось в советской прессе с оглядкой на подавление Советским Союзом Венгерских восстаний 1956 года. В защиту судьи можно отметить, что до этого пенальти он не отреагировал на падение в советской штрафной Финни и отменил гол Робсона. Окончательный счёт (2:2) не очень обрадовал советских футболистов, так как, по общему мнению свидетелей и участников матча, команда упустила победу из своих рук.
Вторым соперником команды стала сборная Австрии, проигравшая в первой встрече бразильцам — 3:0, после чего в её оборонительной линия произошли кардинальные изменения. Состав же советской сборной остался без изменений. 11 июня в Буросе на поле стадиона Рюаваллен вышли две заряженные на бой команды, и матч получился очень напряжённым, проходил в быстром темпе, обе команды создали немало моментов. Первый гол был забит на 15-й минуте, когда Валентин Иванов и Ильин, воспользовавшись ошибкой обороны противника, разыграли простую комбинацию, закончившуюся голом последнего. На 55-й минуте Царёв грубо сыграл в своей штрафной против Пауля Козличека, после чего судья справедливо указал на одиннадцатиметровую отметку. Удар подошедшего к мячу молодого Ханса Буцека оказался нетрудным для Яшина, и счёт остался прежним. Через 7 минут Валентин Иванов удачно замкнул сорокаметровую передачу своего однофамильца Александра, послав мяч в ворота Курта Шмида. В дальнейшем темп игры спал и финальным свистком судья зафиксировал счёт 2:0 в пользу СССР.
К третьему матчу, намеченному на 15 июня на стадионе Нью Уллеви, советские врачи смогли подготовить Игоря Нетто, который, правда, всё равно чувствовал себя на поле не в своей тарелке. Бразильцы же доверили место в составе дебютантам: Пеле и Гарринче. Чтобы напрямую выйти в четвертьфинал, сборной СССР было необходимо побеждать Бразилию, которая провела два своих первых матча с тем же успехом (победа и ничья с аналогичными соперниками). Поскольку сборная Бразилии находилась в похожем, однако чуть лучшем (победили австрийцев с большей разницей мячей) положении, серьёзная борьба началась с самого начала встречи. Первые три минуты матча изобиловали атаками бразильцев: мяч дважды попадал в разные штанги советских ворот с огромной силой, а на третьей минуте Диди, подойдя к чужой штрафной, протолкнул мяч среди скопившихся там советских защитников, где он, чиркнув по бедру Крижевского, был подобран нападающим Вава и отправлен в ворота. Добившись устраивавшей их разницы мячей уже на первых минутах, бразильцы стали играть неторопливо, периодически взрываясь для атак, часто заканчивавшихся из-за потерь мяча, являвшихся следствием излишних обводок Гарринчи. На 30-й минуте Войнову удалось нанести точный и сильный удар с 22 метров, однако, не достигший цели. На 77-й минуте Пеле и Вава организовали второй гол: после двойной зигзагообразной стенки Вава в шпагате удачно пробил по воротам. Больше изменений в матче не произошло — победа по всем статьям бразильцев со счётом 2:0. В параллельно прошедшей игре сборных Австрии и Англии была зафиксирована ничья, после чего показатели разницы мячей и набранных очков британской и советской сборных оказались равными.
|             | И | В | Н | П | М   | О |
| ----------- | - | - | - | - | --- | - |
| 1. Бразилия | 3 | 2 | 1 | 0 | 5-0 | 5 |
| 2-3. СССР   | 3 | 1 | 1 | 1 | 4-4 | 3 |
| 2-3. Англия | 3 | 0 | 3 | 0 | 4-4 | 3 |
| 4. Австрия  | 3 | 0 | 1 | 2 | 2-7 | 1 |

И — игр, В — выигрыши, Н — ничьи, П — проигрыши, М — разница мячей, О — очки
Согласно регламенту турнира команды через день провели стыковой матч за выход из группы.
Гавриил Качалин решил немного освежить состав, выпустив на поле неопытных Юрия Фалина и Германа Апухтина, которые так и не смогли в полной мере влиться в командную игру. Тренер англичан сделал сразу четыре перестановки по сравнению с предыдущей встречей команд. Несмотря на, в общем, вялый ход игры, отчасти вызванный усталостью команд после группового этапа, к 35-й минуте сборная СССР имела уже не менее пяти упущенных верных моментов. Далее началось наступление англичан, которое закончилось перед перерывом неудачным ударом Питер Брэбрука, выведенного Питером Броадбентом на выгоднейшую позицию в трёх метрах от ворот. Однако такой промах раззадорил молодого нападающего, и во втором тайме тот провёл несколько весьма острых атак, одна из которых даже завершилась незасчитанным голом (мяч попал ему в руку). На 55-й минуте две ошибки англичан (неудачный выброс мяча МакДональдом и неудачный искусственный офсайд) привели к голу Ильина с передачи Войнова. После этого англичане с ещё большим напором отправились атаковать ворота Яшина, но советский вратарь успешно отыграл эту встречу и не дал сопернику сравнять счёт. В итоге команда вышла в плей-офф чемпионата, где ей предстояло встретиться с хозяевами турнира — шведами.
Матч состоялся 19 июня в Стокгольме, на стадионе Росунда. Команда была сильно утомлена ночным перелётом, поэтому подошла к матчу не в лучшем состоянии, к тому же сборная Швеции обошлась без стыкового матча, то есть имела три, а не один день отдыха перед четвертьфинальным матчем. Первый тайм команды провели на равных, а во втором уже сказалась усталость советской команды, чем не преминули воспользоваться шведы: на 49-й минуте Курт Хамрин, воспользовавшись ошибкой Бориса Кузнецова реализовал выход один на один, а на 87-й минуте Агне Симонссон удачно замкнул передачу с левого фланга от всё того же Хамрина. Счёт 2:0 и сборная СССР отправляется домой.
В Советском Союзе выступление своей сборной признали неудачным, однако впоследствии многие эксперты назвали такое суждение ошибочным, так как команде удалось всерьёз заявить о себе в компании лучших коллективов мира. Сборная СССР также стала самой посещаемой командой группового этапа (без учёта переигровки), её матчи посетило в сумме 121515 зрителей.

## Европейский Кубок наций 1960

### Отборочный турнир
Следующим большим турниром для сборной СССР стал первый в истории Европейский Кубок наций по футболу. В то время турнир проводился по так называемой олимпийской системе, то есть имели место только матчи или серии матчей на вылет. Во главе сборной по-прежнему стоял Гавриил Качалин, помогал ему Николай Гуляев. Начальником команды был назначен Андрей Старостин. Первой после чемпионата мира игрой стал товарищеский матч, проведённый 30 августа 1958 года в Праге, против сборной Чехословакии, в котором обновлённый состав советской команды переиграл оппонентов — 2:1.
28 сентября в Лужниках состоялась игра, вошедшая в историю, как самый первый матч в истории европейских первенств: в первой игре двухматчевой серии 1/8 финала встречались команды СССР и Венгрии. Первый гол европейских чемпионатов также имеет советское происхождение: на 4-й минуте гол в первом матче открыл Ильин. Сам матч против ослабевшей за последние годы команды Венгрии дался советской сборной довольно легко и закончился её уверенной победой — 3:1, к тому же на 10-й минуте австрийский арбитр Альфред Грилль отменил, по мнению многих экспертов незаслуженно, гол Симоняна. Вновь команда установила рекорд посещаемости: игра с венграми имела самую большую аудиторию среди всех других встреч этого турнира — 100572 зрителя.
22 октября в Лондоне, на стадионе «Уэмбли» в последнем матче сезона 1958 года сборная СССР потерпела самое большое в своей истории поражение: уступила родоначальникам футбола — англичанам с разгромным счётом 5:0, хет-триком отметился Джонни Хейнс.
В следующий раз основным составом команда собралась почти через год, 6 сентября 1959 года, когда в Москву на товарищеский матч приехала сборная Чехословакии. Впервые после чемпионата мира за сборную сыграли её лидеры: Нетто и Яшин. В этом матче команда показала, что не утратила мастерство и победила своего соперника более уверенно, чем в прошлом году — 3:1.
27 сентября, почти ровно через год после первой игры, в Будапеште состоялась ответная встреча сборных Венгрии и СССР. Под проливным дождём победу одержали советские футболисты — 1:0, отличился Войнов.
3 октября в Пекине прошёл товарищеский матч с китайской сборной, который советская сборная довела до победы (1:0) после быстрого гола Ильина на 2-й минуте.
В 1959 году определился соперник сборной Советского Союза по четвертьфиналу. Это была сборная Испании — страны, которая находилась под фашистским, как считало руководство СССР, диктаторским режимом Франсиско Франко. Правительство Франко, в свою очередь, резко осуждало коммунистический путь СССР. Несмотря на политические разногласия, команды договорились провести встречи 29 мая 1960 года в Москве и 9 июня в Мадриде. 19 мая в Москву прибыл тренер испанцев — Эленио Эррера, который осмотрел город, гостиницу «Метрополь» и посетил товарищеский матч советских и польских футболистов. В этой игре поляки уступили 1:7, три мяча забил дебютант Виктор Понедельник. Сборная Испании победила в 1/8 финала эту же команду дважды с меньшей, однако довольно приличной разницей мячей (4:2 и 3:0). Узнав о крупной победе СССР, Франко потребовал от своей сборной гарантий, что противник будет повержен. Несмотря на успехи испанского футбола тех лет, например, многолетнее лидерство мадридского «Реала» в Кубке европейских чемпионов, испанские тренеры не могли однозначно быть уверенными в удачном исходе. При всём своём желании, спортсмены из Испании не смогли отправиться в назначенный день в Москву, из-за негативного решения своего диктатора. Собрание Организационной комиссии Кубка Европы, прошедшее в конце мая во Франкфурте-на-Майне, постановила снять сборную Испании с турнира за неявку на матч, что позволило советской сборной напрямую выйти в финальный турнир соревнования, который принимала Франция. Поступок же Франко стал объектом критики и насмешек не только со стороны советских футболистов, но и со стороны высшего партийного руководства. Никита Сергеевич Хрущёв 28 мая 1960 года на Всесоюзном совещании передовиков соревнования бригад и ударников коммунистического труда с трибуны так прокомментировал решение испанского диктатора:
И в большом, и в малом Франко пресмыкается перед своими хозяевами. Весь мир смеётся сейчас над его последним спортивным трюком. Это он с позиции правого защитника американского престижа забил гол в свои ворота, запретив испанским футболистам встречу с советской командой!
В начале июля, перед вылетом во Францию, сборная, созванная под знамёна сборной клубов СССР, провела товарищеский матч против миланского Интера, завершившийся ничьей — 2:2. При счёте 0:2 в пользу итальянцев положение выровняли Понедельник и Валентин Иванов.

### Состав команды
Главный тренер: Гавриил Качалин
Тренер: Николай Гуляев
| №             | Имя                 | Дата рождения | Клуб               | Отб.игр(голов) | Игр     | Голов   |
| Вратари       | Вратари             | Вратари       | Вратари            | Вратари        | Вратари | Вратари |
| ------------- | ------------------- | ------------- | ------------------ | -------------- | ------- | ------- |
| отб.т.        | Владимир Беляев     | 15.09.1933    | Динамо Москва      | 1(-1)          |         |         |
| 1             | Лев Яшин            | 22.10.1929    | Динамо Москва      | 1              | 2       | −1      |
| 2             | Владимир Маслаченко | 05.03.1936    | Локомотив Москва   |                |         |         |
| Защитники     |                     |               |                    |                |         |         |
| отб.т.        | Борис Кузнецов      | 14.07.1928    | Динамо Москва      | 2              |         |         |
| 3             | Владимир Кесарев    | 26.02.1930    | Динамо Москва      | 2              |         |         |
| 5             | Анатолий Маслёнкин  | 29.06.1930    | Спартак Москва     | 2              | 2       |         |
| 4             | Гиви Чохели         | 27.06.1937    | Динамо Тбилиси     |                | 2       |         |
| 6             | Анатолий Крутиков   | 21.09.1933    | Спартак Москва     |                | 2       |         |
| 9             | Виктор Царёв        | 02.06.1931    | Динамо Москва      | 1              |         |         |
| Полузащитники |                     |               |                    |                |         |         |
| 7             | Юрий Войнов         | 29.11.1931    | Динамо Киев        | 2(1)           | 2       |         |
| 8             | Игорь Нетто         | 09.01.1930    | Спартак Москва     | 1              | 2       |         |
| Нападающие    |                     |               |                    |                |         |         |
| отб.т.        | Алекпер Мамедов     | 09.05.1930    | Динамо Москва      | 1              |         |         |
| отб.т.        | Никита Симонян      | 12.10.1926    | Спартак Москва     | 1              |         |         |
| отб.т.        | Анатолий Ильин      | 27.06.1931    | Спартак Москва     | 1(1)           |         |         |
| отб.т.        | Анатолий Исаев      | 14.07.1932    | Спартак Москва     | 1              |         |         |
| 10            | Слава Метревели     | 30.05.1936    | Торпедо (Москва)   | 2(1)           | 2       | 1       |
| 11            | Валентин Иванов     | 19.11.1934    | Торпедо (Москва)   | 2(1)           | 2       | 2       |
| 13            | Валентин Бубукин    | 23.04.1933    | Локомотив Москва   | 1              | 2       |         |
| 15            | Михаил Месхи        | 12.01.1937    | Динамо Тбилиси     | 1              | 2       |         |
| 12            | Виктор Понедельник  | 22.05.1937    | СКА Ростов-на-Дону |                | 2       | 2       |
| 14            | Юрий Ковалёв        | 06.02.1934    | Динамо Киев        |                |         |         |
| 16            | Герман Апухтин      | 12.06.1936    | ЦСКА               |                |         |         |
| 17            | Заур Калоев         | 24.03.1931    | Динамо Тбилиси     |                |         |         |

### Финальный турнир
6 июля на стадионе Велодром, что в Марселе, при жаре состоялся полуфинальный матч Кубка Европы между сборными СССР и Чехословакии. В двух товарищеских встречах, проведённых командами во время подготовки к турниру, были зафиксированы вполне уверенные победы советской команды, однако сильная по тем временам команда Чехословакии оставалась серьёзным соперником для любой другой. Тренерский штаб сборной СССР решил сделать ставку на скоростные качества своих молодых игроков, что должно было измотать возрастных соперников. В первом тайме обе команды поддерживали высокий темп, обменивались атаками, часто в игру вступали вратари: Шройф и Яшин. Постепенно инициатива переходила к советским игрокам. На 35-й минуте Валентин Иванов вывел свою команду вперёд. После перерыва уже ощущалось превосходство СССР, голы того же Иванова и Понедельника окончательно сломили противника: разочарованный Войта даже промахнулся по воротам с 11-метровой отметки. В итоге, победив своего соперника со счётом 3:0, сборная СССР вышла в финал, где ей предстояло помериться силами с югославской сборной. Тито, всё ещё стоявший у руля СФРЮ, обещал своим футболистам за победу над Советами щедрое вознаграждение, что придало матчу особую принципиальность. Советским же футболистам правительство выдало лишь ордера, позволявшие за свои деньги купить подержанные автомобили.

Кубок Европы прибыл в Москву, 1960. Лев Яшин (слева) и Игорь Нетто (справа)

10 июля финал принимал парижский «Парк де Пренс». Качество поля оставляло желать лучшего, к тому же шёл дождь. На стадионе не наблюдался аншлаг, так как местные болельщики после поражения их сборной потеряли интерес к турниру. С первых минут на поле началась борьба за каждый мяч, обеим командам приходилось много играть в обороне. На 43-й минуте югославы склонили чашу весов в свою пользу: обманув Маслёнкина, прорвавшийся по флангу Еркович навесил в штрафную, где его передачу головой замкнул Галич, после чего рикошетом от бедра Нетто мяч влетел в ворота. После перерыва сборная СССР усилила свои действия в атаке. На 49-й минуте Бубукин приблизительно с 30 метров нанёс мощный удар по воротам Видинича, который, поймав мокрый мяч, не смог удержать его в руках, чем воспользовался Слава Метревели, подобрав снаряд и отправив его в ворота. До конца основного времени матча продолжалась упорная и жёсткая борьба, в ходе которой счёт больше не менялся, почему пришлось играть овертайм. Лишь во втором добавочном тайме решилась судьба матча: на 113-й минуте Михаил Месхи, пройдя с мячом по краю, посылает его в штрафную, после чего Понедельник в прыжке головой устанавливает окончательный победный счёт — 2:1. Сборная СССР выиграла первый в истории Кубок Европы по футболу.
На следующий день прошло награждение команд на Эйфелевой башне, командам-призёрам были вручены медали, сборной СССР кубок вручили сразу после матча. Многим игрокам той сборной владелец мадридского Реала Сантьяго Бернабеу предложил баснословные контракты, однако по идеологическим соображениям, они остались не подписанными. Чествование команды состоялось в Лужниках, когда только что прилетевших победителей в отельных автомобилях привезли на главную спортивную арену страны в перерыве матча между московскими Локомотивом и Спартаком. В Кремле команду наградили правительственными наградами.

## Чемпионат мира 1962

### Отборочный турнир

#### Группа 5
Через месяц после своего европейского триумфа сборная СССР начала подготовку к грядущему чемпионату мира, который должен был состояться в мае-июне 1962 года в Чили. В 1960 году она провела ещё два товарищеских матча: 17 августа в Лейпциге переиграла сборную ГДР — 1:0, а 4 сентября в Вене уступила сборной Австрии — 1:2, что стало её единственным поражением в этом году.
С середины февраля по 2 марта советская сборная проводила сбор в Дигоми. Сезон 1961 года начался для советской сборной неудачно: в середине мая сборная клубов уступила английскому клубу Астон Вилла, а 21 мая в Варшаве реванш за прошлогодний разгром взяла у сборной СССР взяла Польша — 1:0. Впервые советское телевидение организовало трансляцию выездного матча сборной.
18 июня в Лужниках команда провела первый матч в рамках отбора к надвигающемуся чемпионату мира. Соперником стала сборная Турции, которая вместе с норвежской дружиной и составляла квалификационную группу, в которую попала сборная СССР. Советские футболисты на протяжении всего матча владели инициативой, но пробить ставшего впоследствии легендарным вратаря сборной Турции — Тургая Серена удалось только однажды — Валерию Воронину.
24 июня там же прошла товарищеская встреча между командами СССР и Аргентины, которая завершилась нулевой ничьей и запомнилась великолепным сейвом Владимира Маслаченко, который в феноменальном прыжке отбил пушечный удар под перекладину, нанесённый Хосе Санфилиппо.
Через неделю, 1 июля, в Москву приехала сборная Норвегии. Соперник предложил советской сборной открытый футбол, из-за чего зрители, пришедшие в тот день в Лужники, стали свидетелями семи голов: двух в ворота Маслаченко и пяти в ворота норвежского голкипера Асбьорна Хансена. Ответный матч с норвежскими футболистами 23 августа в Осло также оказался для футболистов из СССР нетрудным — уверенная победа 3:0.
10 сентября в Москве прошёл матч со сборной Австрии, которая вновь переиграла советскую сборную — 1:0, при этом Валентину Иванову не удалось переиграть с «точки»
вратаря Фрайдля.
12 ноября в Стамбуле ещё раз были обыграны турки — 2:1. Показав стопроцентный результат во всех 4 отборочных матчах, сборная СССР уверенно вышла в финальную часть чемпионата мира.
|          | И | В | Н | П | М    | О |
| -------- | - | - | - | - | ---- | - |
| СССР     | 4 | 4 | 0 | 0 | 11-3 | 8 |
| Турция   | 4 | 2 | 0 | 2 | 4-4  | 4 |
| Норвегия | 4 | 0 | 0 | 4 | 3-11 | 0 |

И — игр, В — выигрыши, Н — ничьи, П — проигрыши, М — разница мячей, О — очки
Уже через 6 дней, 18 ноября в Буэнос-Айресе команда вышла на поле стадиона Монументаль Ривер Плейт, чтобы провести ответный матч с аргентинской сборной в рамках своего южноамериканского турне. Это было также противостояние победителей континентальных первенств Южной Америки и Европы. В период с 24-й по 26-ю минуту Виктор Понедельник забил два красивых гола, а аргентинцы смогли на это ответить только под занавес матча: на 89-й минуте Рауль Оскар Белен установил окончательный счёт — 2:1 в пользу СССР. Матч также запомнился травмой Льва Яшина: от удара по голове ногой в игровом стыке с Хуаном Хосе Пиццути он получил сотрясение мозга и был унесён с поля, в ворота встал Маслаченко.
22 ноября в Сантьяго советскую сборную принимали хозяева будущего мирового первенства — чилийцы. Доминирование в первом тайме не принесло сборной Чили успеха, а команда СССР, напротив, смогла реализовать своё превосходство во втором тайме: на 70-й минуте Алексей Мамыкин, заменивший Валентина Иванова, забил победный и единственный в этом матче гол.
29 ноября в Монтевидео была бита сборная Уругвая. Таким образом, советская сборная переиграла всех своих соперников по турне и заслужила самые лестные отзывы от южноамериканской футбольной и околофутбольной общественности. Достаточно сказать, что игра сборной СССР по футболу заслужила от местной прессы не меньше восторженных статей, чем запуск советским государством в этом же году первого человека в космос.
1 марта 1962 года команда отправилась на сборы в Венгрию, сама подготовка к предстоящему чемпионату мира началась ещё в январе. 11 апреля был проведён первый в сезоне товарищеский матч: в Люксембурге была переиграна местная сборная — 3:1. 18 марта в Стокгольме была проведена игра с вице-чемпионами мира — шведами. Голы Понедельника и Мамыкина в первом тайме обеспечили хороший задел для команды, и она смогла, сконцентрировавшись на обороне, оставить свои ворота нераспечатанными. Особенно хорошо матч провёл Яшин, взявший пенальти от Хамрина.
27 апреля в Москву за реваншем приехали уругвайцы — будущие соперники сборной СССР по группе. Команда из Южной Америки не смогла ничего противопоставить хозяевам поля и проиграла по всем статьям — 5:0, хет-триком отметился Мамыкин (два мяча — с пенальти).
Последний матч перед вылетом 17 мая в Чили команда провела как «сборная Москвы», 3 мая в Лужниках со сборной ГДР. Гости уступили — 2:1.

### Состав команды
Главный тренер: Гавриил Качалин
Тренер: Николай Гуляев
| №             | Имя                 | Дата рождения | Клуб               | Отб.игр(голов) | Игр     | Голов   |
| Вратари       | Вратари             | Вратари       | Вратари            | Вратари        | Вратари | Вратари |
| ------------- | ------------------- | ------------- | ------------------ | -------------- | ------- | ------- |
| 2             | Владимир Маслаченко | 05.03.1936    | Спартак Москва     | 2(-2)          |         |         |
| 1             | Лев Яшин            | 22.10.1929    | Динамо Москва      | 2(-1)          | 4       | −7      |
| 3             | Сергей Котрикадзе   | 09.08.1936    | Динамо Тбилиси     |                |         |         |
| Защитники     |                     |               |                    |                |         |         |
| отб.т.        | Александр Медакин   | 17.01.1936    | Торпедо (Москва)   | 2              |         |         |
| 4             | Эдуард Дубинский    | 19.04.1935    | ЦСКА               | 2              | 1       |         |
| 5             | Гиви Чохели         | 27.06.1937    | Динамо Тбилиси     | 4              | 3       |         |
| 7             | Анатолий Маслёнкин  | 29.06.1930    | Спартак Москва     | 4              | 4       |         |
| 6             | Леонид Островский   | 17.01.1936    | Торпедо (Москва)   |                | 4       |         |
| 8             | Альберт Шестернёв   | 20.06.1941    | ЦСКА               |                |         |         |
| Полузащитники |                     |               |                    |                |         |         |
| 9             | Николай Маношин     | 06.03.1938    | Торпедо (Москва)   | 2              |         |         |
| 13            | Геннадий Гусаров    | 11.03.1937    | Торпедо (Москва)   | 1(1)           |         |         |
| 10            | Игорь Нетто         | 09.01.1930    | Спартак Москва     | 2              | 4       |         |
| 12            | Валерий Воронин     | 17.07.1939    | Торпедо (Москва)   | 4(1)           | 4       |         |
| 11            | Йожеф Сабо          | 29.02.1940    | Динамо Киев        |                |         |         |
| Нападающие    |                     |               |                    |                |         |         |
| отб.т.        | Борис Батанов       | 15.07.1934    | Торпедо (Москва)   | 1              |         |         |
| отб.т.        | Валентин Бубукин    | 23.04.1933    | ЦСКА               | 3(2)           |         |         |
| отб.т.        | Вячеслав Амбарцумян | 22.06.1940    | ЦСКА               | 1              |         |         |
| 14            | Валентин Иванов     | 19.11.1934    | Торпедо (Москва)   | 2              | 4       | 4       |
| 16            | Алексей Мамыкин     | 29.02.1936    | ЦСКА               | 1(1)           | 2       | 1       |
| 17            | Михаил Месхи        | 12.01.1937    | Динамо Тбилиси     | 4(2)           | 3       |         |
| 18            | Слава Метревели     | 30.05.1936    | Торпедо (Москва)   | 4(2)           | 1       |         |
| 19            | Виктор Понедельник  | 22.05.1937    | СКА Ростов-на-Дону | 3(2)           | 4       | 2       |
| 15            | Виктор Каневский    | 03.10.1936    | Динамо Киев        |                | 2       |         |
| 21            | Галимзян Хусаинов   | 27.07.1937    | Спартак Москва     |                | 1       |         |
| 22            | Игорь Численко      | 04.01.1939    | Динамо Москва      |                | 3       | 2       |
| 20            | Виктор Серебряников | 29.03.1940    | Динамо Киев        |                |         |         |

### Финальный турнир

#### Группа A
25 мая команда вылетела в Южную Америку. После выигрыша европейского кубка от неё ждали очередного трофея.
Организаторы разместили советскую сборную в Арике, где на стадионе имени Карлоса Диттборна должны были пройти все встречи в рамках первой группы предварительного турнира. Этот прибрежный городок не очень понравился футболистам, так как там постоянно дул сильнейший ветер с океана и стояла приличная жара. Поле, отведённое для тренировок, и на самом стадионе было твёрдым, как асфальт.
Первый матч был сыгран сборной СССР 31 мая против югославской дружины. На поле дул сильный ветер, что придало игре особый, быстрый темп. Первый тайм прошёл в обоюдоострой борьбе, но счёт открыт не был. Югославы предложили очень грубую игру, и к концу встречи травмированными остались два советских игрока: Слава Метревели и Эдуард Дубинский. На 53-й минуте в тридцати метрах от штрафной балканцев был назначен штрафной за грубую игру. Мяч после удара Понедельника ударяется в штангу, после чего его добивает головой в ворота набежавший Валентин Иванов. После гола игра продолжала изобиловать взаимными атаками и жёсткими стыками. На 85-й минуте после передач Нетто и Иванова с мячом оказался Понедельник, которому удался дальний и точный удар в нижний угол ворот. 2:0 — окончательный счёт этого матча.
3 июня противником команды из Советского Союза стала сборная Колумбии — общепризнанный аутсайдер группы. Тренерский штаб предложил команде выиграть с как можно большим счётом, так как соотношение забитых и пропущенных мячей учитывалось при окончательном подсчёте очков в спорных ситуациях. Воспользовавшись неразберихой в оборонительных построениях противника, к 13-й минуте Игорь Численко и, дважды, Иванов обеспечили команде своими голами уверенное преимущество в три мяча. На 21-й минуте Херман Асерос один гол отквитал, выйдя один на один с Яшиным, но советские футболисты посчитали это случайностью и не стали оттягивать силы в оборону. На 56-й минуте Понедельник забивает очередной гол советской команды, что окончательно успокоило его товарищей. На 69-й минуте колумбийцам удалось забить курьёзный гол с углового: Нетто, Чохели и Яшин не разобрались, кому из них выбивать из штрафной закрученный Маркосом Колле по низу мяч, и, никем не остановленный, он тихо влетел в ворота. Советские игроки начали осуждать друг друга за глупый гол, к тому же начали уставать, отчего инициатива постепенно переходила к латиноамериканцам. В период с 73-й по 77-ю минуты Антонио Рада и Марино Клинхер провели ещё два мяча в ворота растерянных оппонентов.
Чтобы продолжить выступления на этом чемпионате мира, сборной СССР было достаточно сыграть 6 июня вничью с уже знакомой ей уругвайской командой. В начале встречи команды не использовали несколько стопроцентных моментов, высокий темп игре был задан. На 38-й минуте мяч, посланный Галимзяном Хусаиновым в штрафную, из-под ноги защитника уругвайцев в ворота посылает Алексей Мамыкин. Во втором тайме уругвайцам удалось сравнять счёт, однако гол стал результатом судейской ошибки. Когда Лев Яшин собирался ввести мяч в игру, ему навстречу выбежал Хулио Сесар Кортес и попытался нанести ему удар коленом. Яшин был уверен, что игра будет остановлена из-за нарушения уругвайского форварда, и толкнул с возмущением обидчика, однако итальянский арбитр Чезаре Йонни видел лишь последний эпизод, за который был назначен свободный удар в сторону советских ворот в пределах штрафной. Первый удар Рубена Кабреры судья не засчитал попросил нанести повторный. Отскочив от стенки, мяч попал к Хосе Сасиа, который после его удара задел кого-то из советских защитников и рикошетом залетел в ворота. Вдохновлённые подвигом сборной Колумбии, уругвайцы усиленно пошли в атаку, однако советская сборная уже проанализировала свои ошибки и была готова к подобному повороту. Советы организовали множество атак, в одной из которых Численко сильнейшим ударом прорвал сбоку сетку, после чего судья, увидев мяч в воротах, показал на центр. Сразу же к нему слетелись возмущённые уругвайцы, несогласные с таким решением. Узнав от Численко, что гола не было, Нетто, капитан команды, подошёл к судье и объяснил, что мяч нужно вводить от ворот. Но советская команда всё-таки взяла своё: за минуту до конца Иванов добил мяч в ворота, после отражённого Роберто Эдуардо Сосой удара Понедельника. Победив Уругвай со счётом 2:1, сборная СССР с первого места вышла в четвертьфинал. По окончании встречи, уругвайские футболисты, раздосадованные вылетом из турнира, избили судью, а вечером того дня устроили в местном казино дебош и погром. Во время игры уругвайцы были так же темпераментны: постоянно лезли в драку и усугубили травму головы Яшина, полученную в осеннем турне.
|           | И | В | Н | П | М    | О |
| --------- | - | - | - | - | ---- | - |
| СССР      | 3 | 2 | 1 | 0 | 8-5  | 5 |
| Югославия | 3 | 2 | 0 | 1 | 8-3  | 4 |
| Уругвай   | 3 | 1 | 0 | 2 | 4-6  | 2 |
| Колумбия  | 3 | 0 | 1 | 2 | 5-11 | 1 |

И — игр, В — выигрыши, Н — ничьи, П — проигрыши, М — разница мячей, О — очки
10 июня в Арике состоялась четвертьфинальная игра мирового первенства СССР — Чили. С первых минут игра шла ровно, проводились обоюдные атаки. На 10-й минуте Воронин сфолил на левом фланге и за это нарушение в 18 метрах был назначен штрафной. С очень острого угла, почти у угла штрафной, бьющий чилийцев Леонель Санчес, заметив брешь в стенке, закрутил мяч, пролетевший над головами защитников, в верхний правый угол советских ворот. Пропустив, футболисты СССР пошли отыгрываться и завладели инициативой, однако приблизиться к воротам противника им редко удавалось. На 27-й минуте Месхи, подобрав мяч, быстро спасовал на Численко, оказавшегося в центре, который молниеносно послал мяч в сетку, сравнивая счёт. Советские футболисты взбодрились и продолжили атаковать, однако на 29-й минуте пропустили второй гол. Чилийцы вышли вперёд после того, как их левый крайний Эладио Рохас «обокрал» зазевавшегося Иванова и, беспрепятственно пройдя полполя, с 30 метров пробил закрытого защитниками Яшина. Во втором тайме безоговорочным преимуществом владела сборная СССР, однако чилийцы сконцентрировались на обороне и сохранили устраивающий их счёт неизменным.
Команда повторила результат, показанный ею на предыдущем чемпионате мира: дошла до четвертьфинала, где уступила хозяевам. Советские болельщики и журналисты результатом были недовольны, главными виновниками поражения народ посчитал Яшина и Иванова. Также многие критиковали Гавриила Качалина за устаревшую схему расстановки команды «W», которой большинство прогрессивных сборных предпочли схему 4-2-4.

## Европейский Кубок наций 1964

### Отборочный турнир
В 1963 году стартовали игры второго в истории Кубка Европы по футболу, который проводился так же, по системе «на вылет». Сборной СССР предстояло защитить свой титул на полях враждебной по тем временам Испании, которая принимала финал четырёх этого турнира.
Подготовку к турниру команда начала весной под руководством прежнего тренера — Гавриила Качалина. Однако после того, как «сборная клубов», представлявшая собой практически точную копию сборной СССР образца минувшего чемпионата мира, уступила в домашнем товарищеском матче экс-обладателю Кубок кубков УЕФА — итальянской «Фиорентине» (1:3), тренер был снят со своей должности и его обязанности некоторое время исполнял недавний игрок команды — Никита Симонян. Комплектовать команду и проводить тренировки ему помогал специальный совет тренеров, созданный в апреле президиумом Федерации футбола СССР. Из-за временной неразберихи сборная немного «забуксовала» и 22 мая уступила в Лужниках шведам — 0:1. В итоге, на пост номер один был назначен ещё один недавний игрок первой команды страны — Константин Бесков.
Первой проверкой для тренера перед грядущими матчами Кубка Европы стала встреча в Москве 22 сентября с Венгрией. В обойму команды вернулись, получив доверие нового тренера, Альберт Шестернёв и Анатолий Крутиков, дебютировали Эдуард Малофеев, Виктор Шустиков и Геннадий Логофет. Бесков также отказался от услуг двух лидеров прежней команды: Нетто и Месхи. Соперники разошлись миром: на гол Валентина Иванова точным ударом ответил Ференц Махош — 1:1.
13 октября в Лужниках состоялась первая игра 1/8 финала Кубка Европы между сборными СССР и Италии. Советская команда предстала перед публикой почти в оптимальном составе: из-за вызова в сборную ФИФА отсутствовал Яшин, которого в рамках ворот заменил вратарь кутаисского «Торпедо» — Рамаз Урушадзе. Хозяева сразу предложили сопернику быстрый темп, сделали ставку на технику, тем самым не дав сыграть главному козырю итальянцев — плотной опеке нападающих. Голы Понедельника и Численко обеспечили команде неплохое преимущество перед ответным матчем — 2:0.
10 ноября на Олимпийском стадионе в Риме прошла вторая игра этих сборных. На протяжении всего матча советские футболисты удачно оборонялись, не оставляя Италии возможности отыграться. Удачно действовал в воротах Яшин, которому удалось отразить как минимум три тяжелейших удара в свои ворота, в том числе, пенальти от Сандро Маццолы. К тому же, с 33-й по 89-й минуты итальянцы уступали в счёте после гола Гусарова. Лишь под занавес матча Джанни Ривера забил гол престижа. Абсолютно заслуженно сборная СССР вышла в четвертьфинал.
1 декабря команда провела товарищеский с матч в Касабланке со сборной Марокко. На поле гостей приветствовал лично новоиспечённый премьер-министр страны — Ахмед Бахнини. Африканская команда считала большой честью сыграть со сборной Советского Союза и, разволновавшись, отметилась автоголом Мохаммеда Тибари на 12-й минуте. На 25-й минуте счёт сравнял Садни. Далее спорным решением бокового арбитра был отменён гол Хусаинова, после чего мяч в ворота команд больше не попадал.
В январе 1964 года команда отправилась в Мексику, где ей под названием «сборная клубов Москвы» предстояло принять участие в товарищеском клубном турнире «Торнео секстагональ». По круговой системе было проведено 5 туров, в которых после ничьей в первом матче с белградским «Партизаном» (1:1) советские футболисты одержали 4 победы подряд (2:1 над «Некаксой», 5:0 над «Америкой» из Мехико, 2:1 над «Чивасом» из Гвадалахары, 4:0 над «Сан-Паулу»). В апреле под тем же названием команда обыграла бразильский клуб «Парасикаба» — 2:0.
13 мая в Стокгольме, на «Росунде» был сыгран первый четвертьфинал Кубка Европы против шведской сборной. На поле появились дебютанты первой сборной: Эдуард Мудрик, Владимир Глотов и Алексей Корнеев. Тяжёлое и мокрое поле не давало игрокам действовать в быстрой манере, что привело к многочисленным верховым передачам и увеличению единоборств борьбе за мяч. Счёт на 62-й минуте открыл Валентин Иванов, получив мяч от Численко, разыгравшего скоростную комбинацию с Ворониным. Ближе к концу матча шведы стали отчаянно штурмовать ворота Яшина и на 87-й минуте Хамрин добился своего — ничья 1:1.
20 мая в Лужниках была переиграна уругвайская сборная. На 59-й минуте Эдуард Мудрик дальним ударом забил единственный гол в этой встрече.
Через неделю, 27 мая, всё там же сборная СССР принимала сборную Швеции, прибывшую на ответный четвертьфинальный матч. В первом тайме нападающие шведов упустили несколько верных моментов перед советскими воротами, а хозяева наоборот реализовали свой один из немногих моментов: на 32-й минуте отличился Понедельник. Гол изменил ход игры: советские футболисты стали играть увереннее. На 56-й минуте после продольной передачи в атаке мяч получил тот же Понедельник и, обойдя замешкавшегося Ханса Мильда, оформил дубль. На 78-й минуте небольшую интригу матчу вернул Хамрин, огорчивший Яшина, получившего за день до игры Золотой мяч. Однако на 83-й минуте Воронин, разыгравший двухходовку с Ивановым, восстановил преимущество советской сборной в два мяча. Победа со счётом 3:1 позволила команде отправиться в Испанию на финал четырёх европейского кубка.
Проведя сбор во Франции, где было сыграно несколько контрольных встреч, 15 июня советская делегация вылетела в Барселону.

### Состав команды
Главный тренер: Константин Бесков
| №             | Имя                | Дата рождения | Клуб               | Отб.игр(голов) | Игр     | Голов   |
| Вратари       | Вратари            | Вратари       | Вратари            | Вратари        | Вратари | Вратари |
| ------------- | ------------------ | ------------- | ------------------ | -------------- | ------- | ------- |
| 13            | Рамаз Урушадзе     | 17.08.1939    | Торпедо Кутаиси    | 1              |         |         |
| 1             | Лев Яшин           | 22.10.1929    | Динамо Москва      | 3(-3)          | 2       | −2      |
| Защитники     |                    |               |                    |                |         |         |
| отб.т.        | Эдуард Дубинский   | 19.04.1935    | ЦСКА               | 1              |         |         |
| отб.т.        | Анатолий Крутиков  | 21.09.1933    | Спартак Москва     | 2              |         |         |
| 11            | Алексей Корнеев    | 06.02.1939    | Спартак Москва     | 2              | 1       |         |
| 9             | Владимир Глотов    | 23.01.1937    | Динамо Москва      | 2              |         |         |
| 8             | Альберт Шестернёв  | 20.06.1941    | ЦСКА               | 4              | 2       |         |
| 14            | Виктор Шустиков    | 28.01.1939    | Торпедо (Москва)   | 1              | 2       |         |
| 10            | Эдуард Мудрик      | 18.07.1939    | Динамо Москва      | 3              | 2       |         |
| 15            | Виктор Аничкин     | 08.12.1941    | Динамо Москва      |                | 2       |         |
| Полузащитники |                    |               |                    |                |         |         |
| отб.т.        | Слава Метревели    | 30.05.1936    | Динамо Тбилиси     | 1              |         |         |
| отб.т.        | Валерий Короленков | 17.05.1939    | Динамо Москва      | 3              |         |         |
| 2             | Валерий Воронин    | 17.07.1939    | Торпедо (Москва)   | 4(1)           | 2       | 1       |
| 12            | Юрий Шикунов       | 08.12.1939    | СКА Ростов-на-Дону |                |         |         |
| Нападающие    |                    |               |                    |                |         |         |
| 16            | Эдуард Малофеев    | 02.06.1942    | Динамо Минск       | 1              |         |         |
| 6             | Игорь Численко     | 04.01.1939    | Динамо Москва      | 4(1)           | 2       |         |
| 4             | Валентин Иванов    | 19.11.1934    | Торпедо (Москва)   | 4(1)           | 2       | 1       |
| 3             | Виктор Понедельник | 30.05.1936    | СКА Ростов-на-Дону | 2(3)           | 2       | 1       |
| 7             | Геннадий Гусаров   | 11.03.1937    | Динамо Москва      | 3(1)           | 1       |         |
| 5             | Галимзян Хусаинов  | 27.07.1937    | Спартак Москва     | 3              | 2       | 1       |
| 17            | Олег Копаев        | 28.11.1937    | СКА Ростов-на-Дону |                |         |         |

В окончательную заявку на финальный турнир не были включены И.Баужа, А.Биба, Л.Бурчалкин, А.Крутиков, В.Маслов, В.Пономарёв, Ю.Севидов, К.Туаев, входившие в предварительную расширенную заявку из 25 игроков. Это подтверждается участием А.Бибы, А.Крутикова, В.Маслова, В.Пономарёва, Ю.Севидова в составе олимпийской сборной в московском «турнире трёх» и Л.Бурчалкина в составе «Зенита» в Кубке Флоренции, проходивших в те же сроки, что и финальный турнир Кубка Европы («Футбол» № 25 (213), 1964, с. 10 и 12).

### Финальный турнир
18 июня на стадионе «Камп Ноу» состоялась полуфинальная игра кубка Европы между советской и датской сборными. Датчане не являлись сильной сборной, до финального турнира они добрались во многом благодаря блистательной игре своего лидера — Оле Мадсена, с 11 голами ставшего лучшим бомбардиром всего соревнования. По некоторым мнениям, соперник Советов заранее отчаялся искать счастья в полуфинале и настроился взять своё в матче за третье место, играя первый матч вполсилы. Так или иначе, сборная СССР довольно легко переиграла своего оппонента: на 19-й минуте с углового первый гол забил Воронин, на 40-й минуте с передачи Численко отличился Понедельник, на 89-й минуте Валентин Иванов изящным сольным проходом поставил точку в матче — 3:0. Не хуже нападения сыграла защита команды: хвалёный Мадсен нанёс первый удар по воротам Яшина лишь на 65-й минуте
21 июня в Мадриде, на стадионе «Сантьяго Бернабеу», в присутствии генералиссимуса Франко состоялся финал, соперник сборной СССР — хозяева, сборная Испании. Матч имел необычайную интригу: во-первых, в предыдущем розыгрыше Кубка Европы матч между этими соперниками не состоялся из-за нежелания Франко, во-вторых, страны, представляемые футболистами, до сих пор находились во враждебных взаимоотношениях. Интересной получилась и сама игра: уже на 6-й минуте с передачи Луиса Суареса Хесус Переда после ошибки Шестернёва с близкого расстояния послал мяч под перекладину. Однако уже через две минуты Хусаинов, получив мяч от Мудрика, ворвался в штрафную и переиграл вратаря испанцев — Хосе Анхеля Ирибара. Далее игра пошла в более закрытой манере: команды больше играли от обороны, испанцы грубо пытались выключить из игры Понедельника. Во втором тайме пошёл дождь, что сделало игру ещё более закрытой, однако Переда и Понедельник обменялись опасными ударами по воротам соперника. На 84-й минуте Переда освободился от опекавшего его Мудрика, прорвался по правому флангу и сделал передачу на Марселино, который в падении головой забил решающий гол — 2:1 в пользу испанцев. Сборной СССР пришлось отдать свой титул сильнейших в Европе испанцам и довольствоваться серебряными медалями.
Прямая трансляция финальной игры, показанная советским центральным телевидением, отчасти стала причиной отставки Бескова с поста тренера сборной. Дело в том, что на телеэкранах миллионов советских телезрителей появился довольный победой своей сборной над советской генералиссимус Франко — ярый политический и идейный оппонент Советского Союза. В спортивном поражении команды было найдено политическое, и результат был признан неудовлетворительным, хотя это и было второе место в Европе.

## Чемпионат мира 1966

### Отборочный турнир

#### Группа 7
К чемпионату мира 1966 года в Англии сборную СССР было поручено готовить тренеру Николаю Морозову, серьёзной тренерской практики не имевшему. Соперники по группе стали известны 29 февраля 1964 года, это оказались команды Греции, Дании и Уэльса.
11 октября 1964 команда провела первый контрольный матч под новым руководством: в Вене её принимала сборная Австрии. Впервые в футболках первой сборной вышли Виктор Серебряников и Владимир Пономарёв, остальные игроки были прежними. Исход матча решил один гол: в конце первого тайма ворота Яшина поразил Вальтер Глехнер. На 80-й минуте хозяева могли удвоить счёт, но Карл Коллер не реализовал пенальти.
4 ноября в Алжире состоялась незапланированная товарищеская игра с местной сборной. Советский Союз представляли московские спартаковцы под руководством Никиты Симоняна, которые собственно и собирались помериться силами с африканской сборной, однако местные функционеры попросили, чтобы матч прошёл на уровне сборных команд, после чего команду доукомплектовали игроками других советских клубов: Львом Яшиным, Виктором Понедельником и Геннадием Матвеевым. Команды разошлись миром — 2:2.
В конце ноября команда провела два тестовых матча на Балканах, где новый тренер в деле просмотрел кандидатов в первую сборную: Игоря Рёмина, Георгия Сичинаву, Виктора Банникова, Валерия Дикарева и опытного Михаила Месхи. 22 ноября в Белграде была зафиксирована ничья с югославами — 1:1 (на гол Серебряникова ответил Славен Замбата), а 29 ноября в Софии матч с болгарами завершился без голов.
26 февраля 1965 года сборная СССР отправилась на учебно-тренировочный сбор в Югославию, затем в Италию.
16 мая в Лужниках была проведена товарищеская встреча со сборной Австрии. В начале матча прошло прощание со сборной Игоря Нетто, который капитаном вывел сборную на поле и был заменён на 5-й минуте Логофетом, а капитанская повязка досталась Валентину Иванову. Игра закончилась безголевой ничьей — 0:0.
Первый матч квалификационного турнира к ближайшему мировому первенству сборная СССР провела 23 мая в Москве против Греции. После череды экспериментов, Морозов выпустил на поле с первых минут ранее не игравших в официальных матчах за первую сборную Бориса Казакова, Валерия Дикарева, Василия Данилова и Георгия Сичинаву. Также получившего перед игрой травму Яшина заменил в воротах Виктор Банников. Уже на 14-й минуте Казаков головой открыл счёт. Сборная СССР продолжала атаковать, но ближе к середине встречи греки перехватили инициативу, в результате чего на 60-й минуте счёт сравнял Мимис Папаиоанну. Пропустив гол, советские игроки собрались и вновь перешли в нападение. Победу команде принесли два точных удара капитана — Валентина Иванова на 71-й и 83-й минутах.
Через неделю, 30 мая в Москве состоялся второй отборочный матч со сборной Уэльса. На 39-й минуте счёт открыл Валентин Иванов, на 48-й Стюарт Уильямс поразил собственные ворота, а на 69-й Уин Дейвис установил финальный счёт матча — 2:1.
Очередной матч в группе прошёл там же 27 июня. Сборная Дании вновь, как и год назад, не смогла всерьёз противостоять советской команде. Уже на 9-й минуте Хусаинов открыл счёт, и этот гол остался единственным в первом тайме. Зато во втором они посыпались как из рога изобилия: два мяча записал на свой счёт довольно зрелый дебютант из тбилисского «Динамо» — Владимир Баркая, ещё по одному забили Метревели, Воронин и Месхи. Победа со счётом 6:0 практически обеспечила команде выход в финальный турнир чемпионата.
На 4 июля была назначена, вероятно, самая заметная игра сборной в году — московский товарищеский матч с Бразилией, которая считалась безоговорочным лидером мирового футбола. Бразильцы прибыли в своём первом составе и особых проблем на Лужниках не имели. На 24-й минуте Пеле, которого лично опекал Воронин, открыл счёт, на 32-й организовал гол Флавио Минуано, а на 67-й поставил точку в матче. Советские футболисты несколько раз собирались в наступление, но защита бразильцев сыграла очень уверенно. Состав СССР был далёк от оптимального, например, Яшина в воротах заменяли Кавазашвили и Банников.
4 сентября в Москве экспериментальный состав сборной разошёлся миром с Югославией — 0:0. Далее команду ожидало трёхматчевое турне по Европе, которое стало завершением отборочного цикла.
3 октября в Афинах были биты греки. После голов Месхи и Банишевского в начале первого тайма лидеру греков — Папаиоанну удалось воспользоваться ошибкой Яшина и Шестернёва, которые опасно разыгрывали мяч в своей штрафной. Воодушевлённые этим событием, греки пошли в атаку, однако класс советских футболистов взял своё и два гола Банишевского сняли вопрос о победителе матча — 4:1.
17 октября в Копенгагене сборную СССР принимала единственная команда группы, у которой оставались теоретические шансы обойти её — сборная Дании. Датчане решили дать бой сопернику, но их сил хватило только на первый тайм, а во втором их ворота поразили по очереди Метревели, Малофеев и Сабо. Гол Томми Троэльсена уже ничего не решал: сборная СССР уверенно отобралась на чемпионат мира.
27 октября прошёл последний, ничего не решающий матч в Кардиффе. Банишевский на 17-й минуте забил первый гол в матче, но через 3 минуты Рой Вернон сравнял счёт, а на 77-й минуте Айвор Оллчерч забил победный для Уэльса гол.
|        | И | В | Н | П | М     | О  |
| ------ | - | - | - | - | ----- | -- |
| СССР   | 6 | 5 | 0 | 1 | 19-6  | 10 |
| Уэльс  | 6 | 3 | 0 | 3 | 11-9  | 6  |
| Греция | 6 | 2 | 1 | 3 | 10-14 | 5  |
| Дания  | 6 | 1 | 1 | 4 | 7-18  | 3  |

И — игр, В — выигрыши, Н — ничьи, П — проигрыши, М — разница мячей, О — очки
После окончания очередного чемпионата СССР, в ноябре сборная отправилась в Южную Америку, сначала в Бразилию. 21 ноября в Рио-де-Жанейро, на «Маракане», хозяева на 54-й минуте открыли счёт, после того, как Жерсон, обыграв Шестернёва и Сабо, в упор пробил по воротам Яшина. Через три минуты Жаирзиньо и Пеле после великопленой комбинации обыграли советскую оборону, что закончилось великолепным ударом последнего в нижний угол с двадцати метров. Ещё через пять минут вратарь бразильцев Манга неудачно выбил мяч, попав им в Банишевского, который воспользовался ошибкой визави и сократил отставание в счёте. Прибрав нити игры к своим рукам, советские футболисты прибавили в атаке, и в одной из них Метревели удалось протолкнуть в ворота мяч, отскочивший от штанги. Матч закончился вничью — 2:2. Ещё один матч в Бразилии был проведён 25 ноября в Белу-Оризонти, при стотысячном аншлаге, где сборная Советского Союза и сборная местного штата Минас-Жерайс обошлись без голов.
1 декабря на столичном стадионе «Ривер Плейт» гостей из СССР принимала Аргентина. На гол головой Банишевского (9-я минута) хозяева ответили результативным штрафным Эрминдо Онеги (48-я).
4 декабря на стадионе «Сентенарио» в Монтевидео, местную сборную Уругвая сборная СССР обыграла без особых проблем, даже находясь не в самом оптимальном составе — 3:1 (голы Хусаинова, Банишевского и Николая Осянина против одного-единственного гола Педро Рочи). Последний матч сезона прошёл в Сантьяго, где местный легендарный клуб «Коло-Коло» смог сенсационно взять верх над одной из ведущих сборных команд мира — 3:1.
Сезон 1966 года команда начала с вояжа всё в ту же Южную Америку, где проходил турнир на Кубок Жоао Авеланжа, который тогда проводился среди команд различного статуса (сборные стран, городов, клубы разных лиг) и менее официально. Выступление Советов на этом турнире и в ряде параллельных товарищеских матчей с клубами разного ранга нельзя назвать удачным: 5 побед («Индепендьенте» (Ривадавия), сборная Чили, сборная города Уберландии, «Атлетико Минейро», «Крузейро»), 1 ничья («Консепсьон») и 5 поражений («Грин Кросс», «Гремио», «Маринга», «Палмейрас», «Коринтианс») в 11 матчах. Пробыв на этом сборе с 19 января по начало марта, сборная вернулась в Европу, точнее, в Югославию.
23 марта в Загребе команда сыграла вничью с местным «Динамо» — 2:2, после чего последовал ещё ряд не самых лучших результатов во встречах с местными клубами и сборными различного класса.
20 апреля в Базеле на стадионе «Санкт-Якоб Парк» состоялась официальная товарищеская встреча со сборной Швейцарии. К 9-й минуте Численко и Понедельник обеспечили команде преимущество в два мяча, но к 73-й минуте соперник сравнял счёт — 2:2.
24 апреля в Вене сборную СССР принимала ставшая одним из наиболее частых соперников этой команды сборная Австрии. Не проявив себя в нападении, хозяева сконцентрировались на обороне, однако на 20-й минуте пропустили досадный гол. Вратарь Гернот Фрайдль не удержал в руках мяч, пойманный после удара противника, и Воронин добил его в ворота головой. В первом тайме советские футболисты не реализовали ещё несколько опасных моментов. После перерыва австрийцам удалось немного повладеть инициативой. Уставшие под конец матча советские игроки не сильно поразили венских болельщиков. 27 и 29 апреля были биты местные клубы «Шварц-Вайс Брегенц» (3:1) и «Ваккер» (1:4) соответственно.
18 мая в Праге были переиграны чехословаки — 2:1, дублем отметился Банишевский.
22 мая советская сборная провела матч с Бельгией в Брюсселе. Матч начался при сильном ветре и дожде, что не помешало советской команде на 11-й минуте разыграть многоходовку, организованную Численко и завершившуюся метким ударом Серебрянникова в верхний левый угол ворот. Затем Банишевский не смог поразить ворота, оставленные Жан-Мари Траппенье в борьбе с Шестернёвым, пробив с двух метров намного выше перекладины. Постепенно бельгийцы выровняли игру и начали обрушивать на ворота Яшина атаку за атакой, однако тот отыграл матч безупречно, не позволив бельгийцам изменить счёт — 1:0.
5 июня в Лужниках советская команда, принявшая французскую сборную, проводила генеральную репетицию перед стартующим через месяц чемпионатом мира. В начале матча инициативой владели хозяева, однако гости часто отвечали опасными контратаками и на 19-й минуте Бернар Бланше с передачи Филиппа Гонде открыл счёт. Через две минуте Гонде удаётся сольный проход и счёт удваивается. Бросившаяся отыгрываться советская команда сокращает счёт на 26-й минуте усилиями Метревели, реализовавшего выход один на один. Сравнять счёт удалось Банишевскому на 64-й минуте, замкнув прострел Сабо. На 66-й минуте вперёд свою команду вывел Численко. Ничью французы вырвали на 78-й минуте после гола Жозефа Боннеля — 3:3.
В середине июня команда провела несколько матчей в Скандинавии с несильными соперниками, всех которых без исключения уверенно переиграла.

### Состав команды
Главный тренер: Николай Морозов
Тренер: Юрий Золотов
| №             | Имя                  | Дата рождения | Клуб               | Отб.игр(голов) | Игр     | Голов   | Награда |
| Вратари       | Вратари              | Вратари       | Вратари            | Вратари        | Вратари | Вратари | Вратари |
| ------------- | -------------------- | ------------- | ------------------ | -------------- | ------- | ------- | ------- |
| 22            | Виктор Банников      | 28.04.1938    | Динамо Киев        | 2(-2)          |         |         |         |
| 1             | Лев Яшин             | 22.10.1929    | Динамо Москва      | 2(-2)          | 4       | −5      | *       |
| 21            | Анзор Кавазашвили    | 19.07.1940    | Торпедо (Москва)   | 2(-2)          | 2       | −1      |         |
| Защитники     |                      |               |                    |                |         |         |         |
| отб.т.        | Валерий Дикарев      | 10.09.1939    | Спартак Москва     | 1              |         |         |         |
| отб.т.        | Геннадий Логофет     | 15.04.1942    | Спартак Москва     | 1              |         |         |         |
| отб.т.        | Владимир Сараев      | 28.04.1936    | Торпедо (Москва)   | 1              |         |         |         |
| 4             | Владимир Пономарёв   | 18.02.1940    | ЦСКА               | 3              | 5       |         | *       |
| 5             | Валентин Афонин      | 22.12.1939    | СКА Ростов-на-Дону | 1              | 1       |         |         |
| 6             | Альберт Шестернёв    | 20.06.1941    | ЦСКА               | 6              | 5       |         | *       |
| 7             | Муртаз Хурцилава     | 05.01.1943    | Динамо Тбилиси     | 3              | 3       |         | *       |
| 10            | Василий Данилов      | 13.05.1941    | Зенит Ленинград    | 5              | 4       |         | *       |
| 3             | Леонид Островский    | 17.01.1936    | Динамо Киев        |                | 2       |         |         |
| 9             | Виктор Гетманов      | 04.05.1940    | СКА Ростов-на-Дону |                | 1       |         |         |
| Полузащитники |                      |               |                    |                |         |         |         |
| отб.т.        | Георгий Рябов        | 23.08.1938    | Динамо Москва      | 2              |         |         |         |
| 8             | Йожеф Сабо           | 29.02.1940    | Динамо Киев        | 2(1)           | 4       |         | *       |
| 12            | Валерий Воронин      | 17.07.1939    | Торпедо (Москва)   | 6(1)           | 5       |         | *       |
| 14            | Георгий Сичинава     | 15.09.1944    | Динамо Тбилиси     | 1              | 2       |         |         |
| 16            | Слава Метревели      | 30.05.1936    | Динамо Тбилиси     | 6(3)           | 2       |         |         |
| 2             | Виктор Серебряников  | 29.03.1940    | Динамо Киев        |                | 2       |         |         |
| 13            | Алексей Корнеев      | 06.02.1939    | Спартак Москва     |                | 2       |         |         |
| Нападающие    |                      |               |                    |                |         |         |         |
| отб.т.        | Валентин Иванов      | 19.11.1934    | Торпедо (Москва)   | 3(3)           |         |         |         |
| отб.т.        | Борис Казаков        | 06.11.1940    | ЦСКА               | 3(1)           |         |         |         |
| отб.т.        | Михаил Месхи         | 12.01.1937    | Динамо Тбилиси     | 4(1)           |         |         |         |
| отб.т.        | Владимир Баркая      | 29.07.1937    | Динамо Тбилиси     | 1(2)           |         |         |         |
| отб.т.        | Виталий Хмельницкий  | 12.06.1943    | Динамо Киев        | 2              |         |         |         |
| 15            | Галимзян Хусаинов    | 27.07.1937    | Спартак Москва     | 4(1)           | 4       |         | *       |
| 18            | Анатолий Банишевский | 23.02.1946    | Нефтяник Баку      | 3(4)           | 5       | 2       | *       |
| 19            | Эдуард Малофеев      | 02.06.1942    | Динамо Минск       | 2(1)           | 5       | 2       | *       |
| 11            | Игорь Численко       | 04.01.1939    | Динамо Москва      |                | 4       | 2       | *       |
| 17            | Валерий Поркуян      | 04.10.1944    | Динамо Киев        |                | 3       | 4       |         |
| 20            | Эдуард Маркаров      | 20.06.1942    | Нефтяник Баку      |                | 1       |         |         |

* С 1966 по 1994 год победитель ЧМ получал золотые медали, финалист — малые золотые (по-другому — позолоченные). А серебро и бронзу выдавали командам, участвовавшем в матче за 3-е место. Кроме того, по ЧМ 1974 включительно выдавалось только 11 медалей на команду, а начиная с ЧМ 1978 уже 25 на команду. Таким образом, на сборную СССР выделили только 11 медалей. В СССР люди волновались, почему обошли самого результативного у нас Валерия Поркуяна? Его гол в матче с Венгрией стал победным, позволившим сборной выйти в полуфинал и обеспечить эти самые медали. Им вежливо через спортивную газету (Советский спорт?) объяснили: таково решение руководства команды и тренера.

### Финальный турнир

#### Группа 4
Прибыв в Англию, команда расположилась в Дареме, что возле Сандерленда, где, наряду с Мидлсбро, прошли матчи четвёртой группы. Квартет, кроме СССР, своими сборными дополнили КНДР, Италия и Чили.
Первая игра прошла 12 июля в Мидлсбро, на стадионе «Эйрсом Парк». Соперник — сборная Северной Кореи — был самой большой загадкой чемпионата, однако всем было ясно, что эта команда не сильнее большинства участников, включая и Советский Союз. На скамейке запасных неожиданно в «профилактических» целях остался Воронин. Первый опасный момент был создан уже на 3-й минуте, но Син Ён Гю — капитан корейцев — вынес из пустых ворот мяч, посланный Банишевским. Активность противника на первых минутах внесла небольшую сумбурность в игру сборной СССР, и на 13-й минуте уже Кавазашвили пришлось в отчаянном прыжке выручать команду. Первые полчаса команды обменивались атаками, однако не смогли разумно завершить ни одну из них. На 31-й минуте Банишевский сделал передачу на Малофеева, который, находясь возле правой лицевой, ударил по воротам. Мяч, до которого дотянулся защитник Пак Ли Соп, рикошетом от его ноги влетел в ворота. Уже через две минуты Советы удваивают счёт: после навеса Сабо со штрафного гол головой забил Банишевский. Во втором тайме вновь начались обоюдный атаки: на 46-й минуте Малофеев попадает в штангу, а на 51-й уже Островский выбивает мяч из пустых ворот. Далее инициативу ко своим рукам прибрала советская команда, несколько раз её противника выручал вратарь Ли Чхан Мён. На 88-й минуте Малофеев оформил дубль и победу своей сборной над уставшим соперником — 3:0. Николай Морозов не был удовлетворён игрой команды.
16 июля в Сандерленде, на «Рокер Парк», состоялся самый интригующий матч в подгруппе: Италия — СССР. Большинство специалистов предполагало, что Италия — явный фаворит квартета № 4. Обе команды избрали на матч атакующий стиль игры, и советская защита смогла превзойти традиционно сильную итальянскую, сдержав натиск таких мастеров, как Сандро Маццола и Эзио Паскутти. Пономарёв выключил из игры Паскутти, а Факетти не смог справиться в решающий момент с Численко. Оборона итальянцев не сплоховала, однако на 57-й минуте Численко, получив мяч от Банишевского, нанёс мощный неотразимый удар. Гол расстроил итальянцев и позволил Советскому Союзу завладеть преимуществом, а Хусаинов не использовал два стопроцентных момента, чтобы увеличить счёт. Правда, счёт более не изменился — 1:0, и сборная СССР первой из всех участников добилась выхода в четвертьфинал.
От матча 20 июля на том же «Рокер Парке» против Чили для сборной СССР зависело только, с какого места она выйдет из группы. Николай Морозов решил опробовать в этом игре свои резервы, выпустив 8 новых игроков. Матч не получился достаточно зрелищным, а многих советских футболистов упрекнули за плохую игру. На 29-й минуте счёт открыл Поркуян, но уже через 4 минуты Рубен Маркос сравнял счёт. Победу Советам принёс тот же Поркуян, оформивший дубль. Победив (2:1), сборная СССР вместе со сборной КНДР вышла в следующий раунд.
| Поз | Команда | И | В | Н | П | МЗ | МП | СМ    | РМ | О | Квалификация     |
| --- | ------- | - | - | - | - | -- | -- | ----- | -- | - | ---------------- |
| 1   | СССР    | 3 | 3 | 0 | 0 | 6  | 1  | 6,000 | +5 | 6 | Выход в плей-офф |
| 2   | КНДР    | 3 | 1 | 1 | 1 | 2  | 4  | 0,500 | −2 | 3 | Выход в плей-офф |
| 3   | Италия  | 3 | 1 | 0 | 2 | 2  | 2  | 1,000 | 0  | 2 |                  |
| 4   | Чили    | 3 | 0 | 1 | 2 | 2  | 5  | 0,400 | −3 | 1 |                  |

#### Плей-офф
23 июля «Рокер Парк» принял четвертьфинальную встречу сборных Венгрии и СССР. Место травмированного Хурцилавы в обороне занял Воронин, на левый край нападения вышел удачно сыгравший в матче с Чили Поркуян, а Хусаинов оттянулся в полузащиту. На 5-й минуте советской команде удался быстрый гол: вратарь Йожеф Гелей не удержал в руках мяч после несильного удара крайнего защитника Данилова, чем результативно воспользовался Численко. Весь первый тайм венгерские футболисты уверенно сдерживались советскими защитниками. Валерий Воронин замечательно выполнил персональное задание: ему было поручено опекать самого грозного венгра — Флориана Альберта. Второй тайм также начался с гола: на 46-й минуте Поркуян переправил в ворота мяч (считают, что забил этот мяч головой, однако сам Поркуян утверждал, что ударил ногой) посланный Хусаиновым со штрафного, причём Гелей его прозевал. Такой поворот привёл венгров уныние, но после гола Ференца Бене венгры устроили настоящий штурм. Особенно старались Бене и Месэй. Прекрасно себя проявили в сложившейся ситуации Яшин и Шестернёв, заслужившие наилучшие оценки прессы. Высококлассные сэйвы Яшина крутились после матча британским телевидением весь вечер. Выстояв под натиском сильного соперника (на групповом этапе венгерская команда выбила из розыгрыша Бразилию), советская команда добилась победы (2:1) и вышла в полуфинал, обеспечив себе, как минимум, бронзовые медали чемпионата, выдававшиеся за четвёртое место.
| СССР                        | 2:1     | Венгрия  |
| --------------------------- | ------- | -------- |
| - Численко 5′ - Поркуян 46′ | (отчёт) | Бене 57′ |

Полуфинал прошёл 25 июля на ливерпульском «Гудисон Парк». Сборная СССР встречалась с командой ФРГ. Немцы показали, по мнению многих, грубый футбол. Например, уже на 7-й минуте Йожефу Сабо в свалке разбили голеностопный сустав. Футболисты ФРГ задавали много работы защитникам СССР, которые не лучшим образом с ней справлялись, уповая на мастерство Льва Яшина. На 42-й минуте Карл-Хайнц Шнеллингер подобрал потерянный Численко мяч, быстро перевёл его вперёд на Хельмута Халлера, который сильным ударом открыл счёт. Через пару минут Численко был спровоцирован на грубый фол немецкими футболистами, после чего получил от итальянского судьи Кончетто Ло Белло, чья работа оставила не лучшее впечатление, красную карточку. На 68-й минуте Беккенбауэр, заметивший, что Яшин закрыт защитниками, дальним ударом увеличил разрыв в счёте. Однако после этого советские футболисты встрепенулись, стали доставлять немецкой обороне одну неприятность за другой. По мнению большинства футбольных журналистов, советская команда, играя, по сути дела, вдевятером, во втором тайме выглядела гораздо лучше оппонента. На 87-й минуте Поркуян сократил отставание своей команды, а за минуту до конца упустил ещё один момент, и сравнять счёт так и не удалось — 2:1.
| ФРГ                            | 2:1     | СССР        |
| ------------------------------ | ------- | ----------- |
| - Халлер 43′ - Беккенбауэр 67′ | (отчёт) | Поркуян 88′ |

Третье место сборная СССР оспаривала с Португалией 28 июля на лондонском «Уэмбли». В матче не смогли принять участие Шестернёв, Сабо и Численко. Из-за вынужденных перетасовок в составе, двух лидеров португальского нападения пришлось опекать Воронину (Эусебио) и Хурцилаве (Жозе Торреш). Если первый смог нейтрализовать своего грозного оппонента, то второй — нет, помешала значительная разница в росте (Торреш был выше). На 11-й минуте Хурцилава в борьбе с Торрешом за верховой мяч в штрафной сыграл рукой, за что был назначен справедливый пенальти, реализованный Эусебио. В конце первого тайма Метревели получил пас на правом фланге, обыграл защитника и ударил по воротам. Вратарь отбил мяч перед собой. На добивании первым был Банишевский. Хотя гол ошибочно приписывают то Метревели, то Малофееву. Второй тайм обе команды начали с атак, при этом сборная СССР смотрелась лучше примитивно действовавших португальцев, уповавших на Эйсебио и Торреша. Особенно выделялся автор ответного гола — засидевшийся в запасе Метревели. Исход матча решился лишь на 87-й минуте, когда Торреш быстро забежал за спины Хурцилавы и Корнеева, чтобы отправить в ворота мяч, посланный головой Жозе Аугушту. Сборная СССР потерпела второе подряд поражение со счётом 1:2.
| Португалия                        | 2:1     | СССР           |
| --------------------------------- | ------- | -------------- |
| - Эйсебио 12′ (пен.) - Торриш 89′ | (отчёт) | - Малофеев 43′ |

В целом сильно провели турнир Яшин, Шестернёв, Воронин и Численко, подтвердившие свой высокий класс, надёжно действовали оба крайних защитника — Пономарёв и Данилов. Слабее выглядели центральные форварды — Малофеев и Банишевский (кроме первого матча против КНДР), не лучшим образом действовал Хусаинов. Открытием чемпионата стал включённый в последний момент в сборную Поркуян, забивший 4 гола. Многие сожалели об отсутствии находящегося на тот момент в отличной форме Михаила Месхи и «невыездного» Эдуарда Стрельцова.
Интересно, что из киевских динамовцев, выигравших в 1966 году первенство СССР, в основном составе сборной в Англии были лишь Сабо и Поркуян, Островский и Серебряников выступали эпизодически, а диспетчер Андрей Биба, признанный лучшим футболистом сезона 1966 года, вообще не был включён в заявку на чемпионат мира.
В Советском Союзе выступление команды было признано хорошим, но не более того.

## Чемпионат Европы 1968

### Отборочный турнир

#### Группа 3
|           | И | В | Н | П | М    | О  |
| --------- | - | - | - | - | ---- | -- |
| СССР      | 6 | 5 | 0 | 1 | 16-6 | 10 |
| Греция    | 6 | 2 | 2 | 2 | 8-9  | 6  |
| Австрия   | 6 | 2 | 2 | 2 | 8-10 | 6  |
| Финляндия | 6 | 0 | 2 | 4 | 5-12 | 2  |

И — игр, В — выигрыши, Н — ничьи, П — проигрыши, М — разница мячей, О — очки

#### Четвертьфиналы
| 4 мая 1968 | \| Венгрия \| 2 — 0 \| СССР \| \| Фаркаш 21' Гереч 84' \| Голы \| \| | Стадион: Непштадион, Будапешт Зрителей: 80.000 Судья: Лау ван Равенс |
| Составы: Венгрия: Фатер, Новак, Шоймоши, Месэй, Ихас, Гереч, Сюч, Ракоши, Фазекаш, Варга, Фаркаш СССР: Кавазашвили, Истомин, Шестернёв (к), Хурцилава, Аничкин, Воронин, Численко, Капличный, Малофеев, Стрельцов, Банишевский |                                                                      |                                                                      |
| Венгрия | 2 — 0                                                                | СССР                                                                 |
| Фаркаш 21' Гереч 84' | Голы                                                                 |                                                                      |

| 11 мая 1968 | \| СССР \| 3 — 0 \| Венгрия \| \| Шоймоши 21' (аг) Хурцилава 59' Бышовец 73' \| Голы \| \| | Стадион: Центральный стадион имени В. И. Ленина, Москва Зрителей: 102.000 Судья: Курт Ченчер |
| Составы: СССР: Пшеничников, Афонин, Шестернёв (к), Хурцилава, Аничкин, Воронин, Численко, Капличный, Банишевский, Бышовец, Еврюжихин Венгрия: Тамаш, Новак, Шоймоши, Ихас, Месэй, Сюч, Варга, Комора, Альберт, Фаркаш, Ракоши |                                                                                            |                                                                                              |
| СССР | 3 — 0                                                                                      | Венгрия                                                                                      |
| Шоймоши 21' (аг) Хурцилава 59' Бышовец 73' | Голы                                                                                       |                                                                                              |

### Состав команды
Главный тренер: Михаил Якушин
| №             | Имя                  | Дата рождения | Клуб             | Отб.игр(голов) | Игр     | Голов   |
| Вратари       | Вратари              | Вратари       | Вратари          | Вратари        | Вратари | Вратари |
| ------------- | -------------------- | ------------- | ---------------- | -------------- | ------- | ------- |
| отб.т.        | Лев Яшин             | 22.10.1929    | Динамо Москва    | 2(-3)          |         |         |
| 19            | Анзор Кавазашвили    | 19.07.1940    | Торпедо (Москва) | 5(-3)          |         |         |
| 1             | Юрий Пшеничников     | 11.06.1940    | ЦСКА Москва      | 2(-2)          | 2       | −2      |
| 2             | Евгений Рудаков      | 02.01.1942    | Динамо Киев      |                |         |         |
| Защитники     |                      |               |                  |                |         |         |
| 3             | Виктор Аничкин       | 08.12.1941    | Динамо Москва    | 6              |         |         |
| 9             | Муртаз Хурцилава     | 05.01.1943    | Динамо Тбилиси   | 8(2)           |         |         |
| 5             | Юрий Истомин         | 03.07.1944    | ЦСКА Москва      | 1              | 2       |         |
| 10            | Альберт Шестернёв    | 20.06.1941    | ЦСКА Москва      | 7              | 2       |         |
| 6             | Владимир Капличный   | 26.02.1944    | ЦСКА Москва      | 2              | 2       |         |
| 4             | Валентин Афонин      | 22.12.1939    | ЦСКА Москва      | 6              | 2       |         |
| 7             | Владимир Левченко    | 18.02.1944    | Динамо Киев      |                |         |         |
| Полузащитники |                      |               |                  |                |         |         |
| отб.т.        | Гурам Цховребов      | 14.07.1938    | Динамо Тбилиси   | 2              |         |         |
| отб.т.        | Валерий Маслов       | 28.04.1940    | Динамо Москва    | 3(1)           |         |         |
| отб.т.        | Йожеф Сабо           | 29.02.1940    | Динамо Киев      | 6(3)           |         |         |
| 20            | Валерий Воронин      | 17.07.1939    | Торпедо (Москва) | 5              |         |         |
| 11            | Александр Ленёв      | 25.09.1944    | Торпедо (Москва) | 2              | 2       |         |
| 12            | Эдуард Малофеев      | 02.06.1942    | Динамо Минск     | 5(3)           | 2       |         |
| 8             | Геннадий Логофет     | 15.04.1942    | Спартак Москва   | 1              | 2       |         |
| 13            | Кахи Асатиани        | 01.01.1947    | Динамо Тбилиси   |                |         |         |
| 21            | Владимир Мунтян      | 14.09.1946    | Динамо Киев      |                |         |         |
| Нападающие    |                      |               |                  |                |         |         |
| отб.т.        | Эдуард Стрельцов     | 21.07.1937    | Торпедо (Москва) | 5(1)           |         |         |
| 18            | Игорь Численко       | 04.01.1939    | Динамо Москва    | 7(3)           |         |         |
| 14            | Анатолий Банишевский | 23.02.1946    | Нефтяник Баку    | 7(3)           | 2       |         |
| 15            | Анатолий Бышовец     | 23.04.1946    | Динамо Киев      | 6(2)           | 2       |         |
| 16            | Геннадий Еврюжихин   | 04.02.1944    | Динамо Москва    | 1              | 2       |         |
| 17            | Гиви Нодия           | 02.01.1948    | Динамо Тбилиси   |                |         |         |
| 22            | Николай Смольников   | 10.03.1949    | Нефтчи Баку      |                |         |         |

### 1/2 финала
| 5 июня 1968 | \| Италия \| 0 — 0* \| СССР \| | Стадион: Стадион Сан-Паоло, Неаполь Зрителей: 68 582 Судья: Курт Ченчер |
| Составы: Италия: Дзофф, Бурньич, Факкетти, Феррини, Берчеллино, Кастано, Доменгини, Юлиано, Маццола, Ривера, Прати СССР: Пшеничников, Истомин, Шестернёв, Капличный, Афонин, Ленёв, Логофет, Малофеев, Банишевский, Бышовец, Еврюжихин |                                |                                                                         |
| Италия | 0 — 0*                         | СССР                                                                    |

* Италия вышла в финал благодаря жребию

### Матч за 3 место
| 8 июня 1968 | \| Англия \| 2 — 0 \| СССР \| \| Б.Чарльтон 39' Херст 63' \| Голы \| \| | Стадион: Стадио Олимпико, Рим Зрителей: 68 817 Судья: Иштван Жолт |
| Составы: Англия: Бэнкс, Т.Райт, Уилсон, Стайлз, Лебон, Мур, Хантер, Р.Чарльтон, Хант, Херст, Питерс СССР: Пшеничников, Истомин, Шестернёв, Капличный, Афонин, Ленёв, Логофет, Малофеев, Банишевский, Бышовец, Еврюжихин. |                                                                         |                                                                   |
| Англия | 2 — 0                                                                   | СССР                                                              |
| Б.Чарльтон 39' Херст 63' | Голы                                                                    |                                                                   |

Выступление сборной СССР на этом чемпионате было признано крайне неудачным. В двух матчах финального турнира не было забито ни одного мяча. В игре за третье место Сборная СССР уступила со счётом 0:2 англичанам. Наставник сборной Михаил Якушин, хотя и не сразу, но был отправлен в отставку. В оправдание слабого выступления можно сказать, что накануне чемпионата сборная по разным причинам лишилась чуть ли не половины основного состава — Воронина, Хурцилавы, Яшина, Нодия, Численко, Аничкина, Стрельцова. Ленёв, Логофет, Афонин и Малофеев заменить лидеров должным образом не смогли.

## Чемпионат мира 1970

### Отборочный турнир

#### Группа 4
| Группа 4             | 1   | 2   | 3   | И | В | Н | П | М    | О |
| -------------------- | --- | --- | --- | - | - | - | - | ---- | - |
| 1. СССР              |     | 2:0 | 3:0 | 4 | 3 | 1 | 0 | 8-1  | 7 |
| 2. Северная Ирландия | 0:0 |     | 4:1 | 4 | 2 | 1 | 1 | 7-3  | 5 |
| 3. Турция            | 1:3 | 0:3 |     | 4 | 0 | 0 | 4 | 2-13 | 0 |

### Состав команды
Главный тренер: Гавриил Качалин
| №             | Имя                 | Дата рождения | Клуб                | Отб.игр(голов) | Игр     | Голов   |
| Вратари       | Вратари             | Вратари       | Вратари             | Вратари        | Вратари | Вратари |
| ------------- | ------------------- | ------------- | ------------------- | -------------- | ------- | ------- |
| отб.т.        | Евгений Рудаков     | 02.01.1942    | Динамо Киев         | 3              |         |         |
| 2             | Анзор Кавазашвили   | 19.07.1940    | Спартак Москва      | 2(-1)          | 4       | −2      |
| 13            | Лев Яшин            | 22.10.1929    | Динамо Москва       |                |         |         |
| 1             | Леонид Шмуц         | 08.10.1948    | ЦСКА                |                |         |         |
| Защитники     |                     |               |                     |                |         |         |
| 3             | Валентин Афонин     | 22.12.1939    | ЦСКА                | 1              | 3       |         |
| 4             | Реваз Дзодзуашвили  | 15.04.1945    | Динамо Тбилиси      | 4              | 3       |         |
| 5             | Владимир Капличный  | 26.02.1944    | ЦСКА Москва         | 3              | 3       |         |
| 6             | Евгений Ловчев      | 29.01.1949    | Спартак Москва      | 4              | 2       |         |
| 8             | Муртаз Хурцилава    | 05.01.1943    | Динамо Тбилиси      | 2              | 3       |         |
| 9             | Альберт Шестернёв   | 20.06.1941    | ЦСКА                | 4              | 4       |         |
| 7             | Геннадий Логофет    | 15.04.1942    | Спартак Москва      |                | 2       |         |
| 10            | Валерий Зыков       | 24.02.1944    | Динамо Москва       |                |         |         |
| Полузащитники |                     |               |                     |                |         |         |
| 11            | Кахи Асатиани       | 01.01.1947    | Динамо Тбилиси      | 3(2)           | 4       | 1       |
| 12            | Николай Киселёв     | 29.11.1946    | Спартак Москва      | 1              | 3       |         |
| 14            | Владимир Мунтян     | 14.09.1946    | Динамо Киев         | 4(2)           | 4       |         |
| 15            | Виктор Серебряников | 29.03.1940    | Динамо Киев         | 3              | 2       |         |
| Нападающие    |                     |               |                     |                |         |         |
| отб.т.        | Галимзян Хусаинов   | 27.07.1937    | Спартак Москва      | 1              |         |         |
| отб.т.        | Михаил Гершкович    | 01.04.1948    | Торпедо (Москва)    | 3              |         |         |
| 16            | Анатолий Бышовец    | 23.04.1946    | Динамо Киев         | 3(1)           | 4       | 4       |
| 17            | Геннадий Еврюжихин  | 04.02.1944    | Динамо Москва       | 1              | 4       |         |
| 19            | Гиви Нодия          | 02.01.1948    | Динамо Тбилиси      | 3(2)           | 1       |         |
| 20            | Анатолий Пузач      | 03.06.1941    | Динамо Киев         | 3              | 2       |         |
| 21            | Виталий Хмельницкий | 12.06.1943    | Динамо Киев         | 2(1)           | 4       | 1       |
| 18            | Слава Метревели     | 30.05.1936    | Динамо Тбилиси      |                |         |         |
| 22            | Валерий Поркуян     | 04.10.1944    | Черноморец (Одесса) |                |         |         |

### Финальный турнир

#### Группа A
| Поз | Команда   | И | В | Н | П | МЗ | МП | СМ    | РМ | О | Квалификация     |
| --- | --------- | - | - | - | - | -- | -- | ----- | -- | - | ---------------- |
| 1   | СССР      | 3 | 2 | 1 | 0 | 6  | 1  | 6,000 | +5 | 5 | Выход в плей-офф |
| 2   | Мексика   | 3 | 2 | 1 | 0 | 5  | 0  | —     | +5 | 5 | Выход в плей-офф |
| 3   | Бельгия   | 3 | 1 | 0 | 2 | 4  | 5  | 0,800 | −1 | 2 |                  |
| 4   | Сальвадор | 3 | 0 | 0 | 3 | 0  | 9  | 0,000 | −9 | 0 |                  |

1. 1 2  Команды набрали равное количество очков и имели одинаковую разницу голов. Был брошен жребий, по результату которого СССР занял первое место, а Мексика — второе.

#### Четвертьфинал
| СССР | 0:1 (доп. вр.) | Уругвай        |
| ---- | -------------- | -------------- |
|      | (отчёт)        | Эспарраго 117′ |

## Чемпионат Европы 1972

### Отборочный турнир

#### Группа 4
|                   | И | В | Н | П | М    | О  |
| ----------------- | - | - | - | - | ---- | -- |
| СССР              | 6 | 4 | 2 | 0 | 13-4 | 10 |
| Испания           | 6 | 3 | 2 | 1 | 14-3 | 8  |
| Северная Ирландия | 6 | 2 | 2 | 2 | 10-6 | 6  |
| Республика Кипр   | 6 | 0 | 0 | 6 | 2-26 | 0  |

И — игр, В — выигрыши, Н — ничьи, П — проигрыши, М — разница мячей, О — очки

#### 1/4 финала
| 30 апреля 1972 | \| Югославия \| 0 — 0 \| СССР \| | Стадион: Црвена звезда, Белград Зрителей: 99 000 Судья: Рудольф Шёрер |
| Составы: Югославия: Марич, Рамляк, Степанович, Павлович, Паунович, Хольцер, Янкович, Облак, Букал (Баевич, 85), Ачимович, Джаич СССР: Рудаков, Дзодзуашвили, Хурцилава (к), Капличный, Истомин, Маховиков (Трошкин, 62), Долматов, Байдачный, Банишевский, Коньков, Козинкевич (Еврюжихин, 75). |                                  |                                                                       |
| Югославия | 0 — 0                            | СССР                                                                  |

| 13 мая 1972 | \| СССР \| 3:0 \| Югославия \| \| Колотов 53' Банишевский 74' Козинкевич 90' \| Голы \| \| | Стадион: Центральный стадион имени В. И. Ленина, Москва Зрителей: 100 000 Судья: Аурелио Аньонези |
| Составы: СССР: Рудаков, Дзодзуашвили, Хурцилава (к), Абрамов, Истомин, Колотов, Трошкин, Байдачный (Копейкин, 66), Банишевский, Коньков, Еврюжихин (Козинкевич, 90) Югославия: Марич, Рамляк, Степанович, Павлович, Паунович, Хольцер (Петкович, 56), Антоневич, Облак (Еркович, 73), Янкович, Ачимович, Джаич. |                                                                                            |                                                                                                   |
| СССР | 3:0                                                                                        | Югославия                                                                                         |
| Колотов 53' Банишевский 74' Козинкевич 90' | Голы                                                                                       |                                                                                                   |

### Состав команды
Главный тренер: отборочные игры — Валентин Николаев, финальный турнир — Александр Пономарёв
| №             | Имя                  | Дата рождения | Клуб                 | Отб.игр(голов) | Игр     | Голов   |
| Вратари       | Вратари              | Вратари       | Вратари              | Вратари        | Вратари | Вратари |
| ------------- | -------------------- | ------------- | -------------------- | -------------- | ------- | ------- |
| 20            | Виктор Банников      | 28.04.1938    | Торпедо (Москва)     | 2(-1)          |         |         |
| 1             | Евгений Рудаков      | 02.01.1942    | Динамо Киев          | 7(-3)          | 2       | −3      |
| 19            | Владимир Пильгуй     | 26.01.1948    | Динамо Москва        |                |         |         |
| Защитники     |                      |               |                      |                |         |         |
| отб.т.        | Евгений Ловчев       | 29.01.1949    | Спартак Москва       | 2              |         |         |
| отб.т.        | Альберт Шестернёв    | 20.06.1941    | ЦСКА Москва          | 6              |         |         |
| отб.т.        | Валерий Зыков        | 24.02.1944    | Динамо Москва        | 3              |         |         |
| отб.т.        | Александр Маховиков  | 12.04.1951    | Динамо Москва        | 1              |         |         |
| 4             | Николай Абрамов      | 05.01.1950    | Спартак Москва       | 1              |         |         |
| 2             | Реваз Дзодзуашвили   | 15.04.1945    | Динамо Тбилиси       | 6              | 2       |         |
| 3             | Муртаз Хурцилава     | 05.01.1943    | Динамо Тбилиси       | 5              | 2       |         |
| 12            | Владимир Капличный   | 26.02.1944    | ЦСКА Москва          | 4              | 2       |         |
| 13            | Юрий Истомин         | 03.07.1944    | ЦСКА Москва          | 5              | 2       |         |
| 5             | Виктор Матвиенко     | 09.11.1948    | Динамо Киев          |                |         |         |
| 21            | Михаил Фоменко       | 19.09.1948    | Динамо Киев          |                |         |         |
| Полузащитники |                      |               |                      |                |         |         |
| отб.т.        | Йожеф Сабо           | 29.02.1940    | Динамо Москва        | 1              |         |         |
| отб.т.        | Николай Киселёв      | 29.11.1946    | Спартак Москва       | 2              |         |         |
| 10            | Владимир Мунтян      | 14.09.1946    | Динамо Киев          | 5(1)           |         |         |
| 6             | Виктор Колотов       | 03.07.1949    | Динамо Киев          | 7(4)           | 2       |         |
| 7             | Владимир Трошкин     | 28.09.1947    | Динамо Киев          | 2              | 2       |         |
| 14            | Анатолий Коньков     | 19.09.1949    | Шахтёр Донецк        | 3              | 2       | 1       |
| 15            | Олег Долматов        | 29.11.1948    | Динамо Москва        | 4              | 1       |         |
| Нападающие    |                      |               |                      |                |         |         |
| отб.т.        | Владимир Федотов     | 18.01.1943    | ЦСКА Москва          | 5(2)           |         |         |
| отб.т.        | Виталий Шевченко     | 02.10.1951    | Нефтяник Баку        | 6(2)           |         |         |
| отб.т.        | Борис Копейкин       | 27.03.1946    | ЦСКА Москва          | 2              |         |         |
| отб.т.        | Виталий Хмельницкий  | 12.06.1943    | Динамо Киев          | 1              |         |         |
| отб.т.        | Анатолий Бышовец     | 23.04.1946    | Динамо Киев          | 2(1)           |         |         |
| 17            | Геннадий Еврюжихин   | 04.02.1944    | Динамо Москва        | 6(3)           |         |         |
| 22            | Левон Иштоян         | 31.10.1947    | Арарат Ереван        | 3              |         |         |
| 8             | Анатолий Байдачный   | 01.10.1952    | Динамо Москва        | 2              | 2       |         |
| 9             | Анатолий Банишевский | 23.02.1946    | Нефтяник Баку        | 4(2)           | 2       |         |
| 16            | Гиви Нодия           | 02.01.1948    | Динамо (Тбилиси)     | 2              | 1       |         |
| 11            | Эдуард Козинкевич    | 23.05.1949    | Карпаты (Львов)      | 2(1)           | 1       |         |
| 18            | Владимир Онищенко    | 28.10.1949    | Заря (Ворошиловград) |                | 2       |         |

### Финальный турнир

#### 1/2 финала
| 14 июня 1972 | \| СССР \| 1 — 0 \| Венгрия \| \| Коньков 53' \| Голы \| \| | Стадион: Стад Эмиль Версе, Брюссель Зрителей: 1659 Судья: Руди Глекнер |
| Составы: СССР: Рудаков, Дзодзуашвили, Хурцилава, Капличный, Истомин, Коньков, Трошкин, Колотов, Байдачный, Банишевский (Нодия, 68), Онищенко. Венгрия: Геци, Фабиан, Панчич, Балинт, П. Юхас, И. Юхас, Л. Кочиш (Альберт, 60), Кю, Секе, Бене (А. Дунаи, 60), Замбо. Нереализованный пенальти: Замбо (84, вратарь). |                                                             |                                                                        |
| СССР | 1 — 0                                                       | Венгрия                                                                |
| Коньков 53' | Голы                                                        |                                                                        |

#### Финал
| 18 июня 1972 | \| Германия \| 3 — 0 \| СССР \| \| Г. Мюллер 27' Виммер 51' Г. Мюллер 58' \| Голы \| \| | Стадион: Эйзель, Брюссель Зрителей: 50 000. Судья: Фердинанд Маршалл |
| Составы: ФРГ: Майер, Хёттгес, Брайтнер, Шварценбек, Беккенбауэр (к), Виммер, Хайнкес, У. Хёнесс, Г. Мюллер, Нетцер, Э. Кремерс. СССР: Рудаков, Дзодзуашвили, Хурцилава (к), Капличный, Истомин, Коньков (Долматов, 46), Трошкин, Колотов, Байдачный, Банишевский (Козинкевич, 63), Онищенко. |                                                                                         |                                                                      |
| Германия | 3 — 0                                                                                   | СССР                                                                 |
| Г. Мюллер 27' Виммер 51' Г. Мюллер 58' | Голы                                                                                    |                                                                      |

## Финальный турнир XX летней Олимпиады в Мюнхене 1972

### Группа 2
28 августа 1972 —  Бирма 0-1  СССР 

30 августа 1972 —  Судан 1-2  СССР 

1 сентября 1972 —  Мексика 1-4  СССР
|         | И | В | Н | П | М   | О |
| ------- | - | - | - | - | --- | - |
| СССР    | 3 | 3 | 0 | 0 | 7-2 | 6 |
| Мексика | 3 | 2 | 0 | 1 | 3-4 | 4 |
| Бирма   | 3 | 1 | 0 | 2 | 2-2 | 2 |
| Судан   | 3 | 0 | 0 | 3 | 1-5 | 0 |

И — игр, В — выигрыши, Н — ничьи, П — проигрыши, М — разница мячей, О — очки

### Группа A
3 сентября 1972 —  Марокко 0-3  СССР 

5 сентября 1972 —  Польша 2-1  СССР 

8 сентября 1972 —  Дания 0-4  СССР
|         | И | В | Н | П | М    | О |
| ------- | - | - | - | - | ---- | - |
| Польша  | 3 | 2 | 1 | 0 | 8-2  | 5 |
| СССР    | 3 | 2 | 0 | 1 | 8-2  | 4 |
| Дания   | 3 | 1 | 1 | 1 | 4-6  | 3 |
| Марокко | 3 | 0 | 0 | 3 | 1-11 | 0 |

И — игр, В — выигрыши, Н — ничьи, П — проигрыши, М — разница мячей, О — очки

### Матч за 3-е место
10 сентября 1972 —  ГДР —  СССР 2:2

## Чемпионат мира 1974

### Отборочный турнир

#### Группа 9
| Группа 9    | 1   | 2   | 3   | И | В | Н | П | М   | О |
| ----------- | --- | --- | --- | - | - | - | - | --- | - |
| 1. СССР     |     | 1:0 | 2:0 | 4 | 3 | 0 | 1 | 5-2 | 6 |
| 2. Ирландия | 1:2 |     | 2:1 | 4 | 1 | 1 | 2 | 4-5 | 3 |
| 3. Франция  | 1:0 | 1:1 |     | 4 | 1 | 1 | 2 | 3-5 | 3 |

По положению о соревнованиях победитель 9-й группы Европы встречалась за право выхода в финальный турнир в дополнительных матчах с победителем 3-й группы Южной Америки:
| 26 сентября, 1973 | \| СССР \| 0 — 0 \| Чили \| | Стадион: Центральный стадион имени В. И. Ленина, Москва |
| СССР              | 0 — 0                       | Чили                                                    |

От ответного матча в гостях у сборной Чили сборная СССР отказалась, сославшись на политическую обстановку в Чили. Решением ФИФА сборной СССР засчитано поражение, в финал чемпионата вышла команда Чили.
За сборную играли во всех 5 матчах отборочного турнира: Р. Дзодзуашвили, Е. Ловчев и В. Капличный; в 4 матчах: М. Хурцилава, В. Федотов (1 гол), О. Блохин (1 гол) и В. Мунтян; в 3 матчах: Е. Рудаков (пропустил 1 мяч), В. Колотов (1 гол), С. Ольшанский, В. Кузнецов, А. Андриасян и В. Онищенко (2 гола); в 2 матчах: В. Семёнов, В. Еврюжихин, А. Пузач и В. Пильгуй (пропустил 1 мяч); в 1 матче: В. Мунтян, Ю. Васенин, М. Фоменко, О. Долматов, В. Гуцаев и А. Кожемякин. Главный тренер — Евгений Горянский.

## Чемпионат Европы 1976

### Отборочный турнир

#### Группа 6
| Группа 6     | 1   | 2   | 3   | 4   | И | В | Н | П | М    | О |
| ------------ | --- | --- | --- | --- | - | - | - | - | ---- | - |
| 1. СССР      |     | 2:1 | 3:0 | 4:1 | 6 | 4 | 0 | 2 | 10-6 | 8 |
| 2. Ирландия  | 3:0 |     | 4:0 | 2:1 | 6 | 3 | 1 | 2 | 11-5 | 7 |
| 3. Турция    | 1:0 | 1:1 |     | 2:1 | 6 | 2 | 2 | 2 | 5-10 | 6 |
| 4. Швейцария | 0:1 | 1:0 | 1:1 |     | 6 | 1 | 1 | 4 | 5-10 | 3 |

#### 1/4 финала
| 24 апреля 1976 | \| Чехословакия \| 2 — 0 \| СССР \| \| Мёдер 34' Паненка 47' \| Голы \| \| | Стадион: Слован, Братислава Зрителей: 50 000 Судья: Хилми Ок |
| Составы: Чехословакия: Виктор, Добиаш, Ондруш, Чапкович, Гёг, Мёдер (Кнапп, 77), Поллак, Паненка, Масны, Петраш (Кроупа, 18), Нехода СССР: Прохоров, Коньков, Звягинцев, Фоменко, Решко, Матвиенко, Ловчев (Веремеев, 57), Онищенко (Назаренко, 68), Колотов (к), Трошкин, Блохин. |                                                                            |                                                              |
| Чехословакия | 2 — 0                                                                      | СССР                                                         |
| Мёдер 34' Паненка 47' | Голы                                                                       |                                                              |

| 22 мая, 1976 | \| СССР \| 2 — 2 \| Чехословакия \| \| Буряк 53' Блохин 87' \| Голы \| Мёдер 45', 82' \| | Стадион: Центральный, Киев Зрителей: 100 000 Судья: Алистер Маккензи |
| Составы: СССР: Рудаков, Коньков (Минаев, 54), Ловчев, Фоменко (к), Звягинцев, Трошкин, Мунтян, Онищенко, Буряк, Веремеев, Блохин Чехословакия: Виктор, Гёг, Поллак, Добиаш, Ондруш, Пиварник, Чапкович (Юркемик, 83), Масны, Мёдер, Галлис (Швеглик, 88), Нехода Предупреждения: Трошкин, Мёдер. |                                                                                          |                                                                      |
| СССР | 2 — 2                                                                                    | Чехословакия                                                         |
| Буряк 53' Блохин 87' | Голы                                                                                     | Мёдер 45', 82'                                                       |

За сборную играли во всех 8 матчах отборочного турнира: О. Блохин (3 гола), В. Веремеев (1 гол) и В. Онищенко (2 гола); в 7 матчах: А. Коньков (1 гол) и М. Фоменко; в 6 матчах: В. Колотов (3 гола), Е. Рудаков (пропустил 5 мячей), Л. Буряк (1 гол), В. Мунтян (1 гол) и В. Трошкин; в 5 матчах: Е. Ловчев, С. Решко и В. Звягинцев; в 4 матчах: В. Матвиенко; в 3 матчах: В. Фёдоров; в 2 матчах: В. Сахаров; в 1 матче: В. Пильгуй (пропустил 3 мяча), В. Капличный, С. Никулин, С. Ольшанский, В. Федотов, В. Зуев, А. Прохоров (пропустил 2 мяча), Л. Назаренко и А. Минаев. Главный тренер — Константин Бесков (в 1974 г.), затем — Валерий Лобановский (1975—1976).

## Финальный турнир XXI летней Олимпиады в Монреале 1976

### Группа D
|        | И | В | Н | П | М   | О |
| ------ | - | - | - | - | --- | - |
| СССР   | 2 | 2 | 0 | 0 | 5-1 | 4 |
| КНДР   | 2 | 1 | 0 | 1 | 3-4 | 2 |
| Канада | 2 | 0 | 0 | 2 | 2-5 | 0 |

И — игр, В — выигрыши, Н — ничьи, П — проигрыши, М — разница мячей, О — очки

### 1/4 финала
| 15 июля 1976 | \| Иран \| 1—2 \| СССР \| \| Геличкхани 82-п.' \| Голы \| Минаев 40' Звягинцев 68' \| | Шербрук, Шербрук Судья: Гильермо Веласкес Зрителей: 6,000 |
| Составы: Иран: Эйязи, Назави, Эскандарьян, Золфогалнассаб, Геличкхани, Гхассемпур, Парвин, Нураи (Мазлуми, 67), Роушан, Мирфакхраи, Яхани. СССР: Астаповский, Буряк, Матвиенко, Фоменко, Звягинцев, Трошкин, Минаев, В. Фёдоров, Колотов (к), Назаренко (Веремеев, 63), Блохин (Онищенко, 74). |                                                                                       |                                                           |
| Иран | 1—2                                                                                   | СССР                                                      |
| Геличкхани 82-п.' | Голы                                                                                  | Минаев 40' Звягинцев 68'                                  |

### 1/2 финала
| 27 июля 1976 | \| ГДР \| 2—1 \| СССР \| \| Дернер 59-п.' Курбювайт 66' \| Голы \| Колотов 84-п.' \| | Олимпик, Монреаль Судья: Марко Антонио Дорантес Гарсия Зрителей: 58,000 |
| Составы: ГДР: Крой, Дернер, Кише, Вайзе, Курбювайт, Хефнер, Лаук, Шаде, Хайдлер, Лёве, Хоффман. СССР: Астаповский, Буряк, Матвиенко, Звягинцев (Фоменко, 71), Решко, Трошкин, Минаев, Онищенко (В. Фёдоров, 71), Колотов (к), Веремеев, Блохин. |                                                                                      |                                                                         |
| ГДР | 2—1                                                                                  | СССР                                                                    |
| Дернер 59-п.' Курбювайт 66' | Голы                                                                                 | Колотов 84-п.'                                                          |

### Матч за 3 место
| Июль 29, 1976 | \| Бразилия \| 0—2 \| СССР \| \| \| Голы \| Онищенко 5' Назаренко 49' \| | Олимпик, Монреаль Судья: Авраам Клейн Зрителей: 56,000 |
| Составы: Бразилия: Карлос, Текао, Эдиньо, Жуниор, Альберто (Росемиро, 56), Мариньо, Батиста, Эривельто, Мауро, Жулиньо, Жарбас (Эудес, 63). СССР: Астаповский, Звягинцев, Матвиенко, Фоменко, Решко, Трошкин, Минаев, Онищенко (Назаренко, 40), Колотов (к), Буряк, Блохин. Удаление: Трошкин (85). Примечание: Колотов не реализовал пенальти (18). |                                                                          |                                                        |
| Бразилия | 0—2                                                                      | СССР                                                   |
| | Голы                                                                     | Онищенко 5' Назаренко 49'                              |

## Чемпионат мира 1978

### Отборочный турнир

#### Группа 9
| Группа 9   | 1   | 2   | 3   | И | В | Н | П | М   | О |
| ---------- | --- | --- | --- | - | - | - | - | --- | - |
| 1. Венгрия |     | 2:1 | 3:0 | 4 | 2 | 1 | 1 | 6-4 | 5 |
| 2. СССР    | 2:0 |     | 2:0 | 4 | 2 | 0 | 2 | 5-3 | 4 |
| 3. Греция  | 1:1 | 1:0 |     | 4 | 1 | 1 | 2 | 2-6 | 3 |

За сборную играли во всех 4 матчах отборочного турнира: О. Блохин, Л. Буряк (1 гол), Д. Кипиани (2 гола), А. Коньков (1 гол), А. Минаев, В. Трошкин и Ш. Хинчагашвили; в 3 матчах: А. Максименков, В. Онищенко и В. Фёдоров; в 2 матчах: В. Астаповский (пропустил 2 мяча), С. Байшаков, Ю. Дегтерёв (пропустил 1 мяч), Е. Ловчев и В. Матвиенко; в 1 матче: О. Долматов, В. Круглов, А. Новиков и С. Ольшанский. Главный тренер — Никита Симонян.

## Чемпионат Европы 1980

### Отборочный турнир

#### Группа 6
| Группа 6     | 1   | 2   | 3   | 4   | И | В | Н | П | М     | О |
| ------------ | --- | --- | --- | --- | - | - | - | - | ----- | - |
| 1. Греция    |     | 4:1 | 8:1 | 1:0 | 6 | 3 | 1 | 2 | 13-7  | 7 |
| 2. Венгрия   | 0:0 |     | 3:1 | 2:0 | 6 | 2 | 2 | 2 | 9-9   | 6 |
| 3. Финляндия | 3:0 | 2:1 |     | 1:1 | 6 | 2 | 2 | 2 | 10-15 | 6 |
| 4. СССР      | 2:0 | 2:2 | 2:2 |     | 6 | 1 | 3 | 2 | 7-8   | 5 |

За сборную играли во всех 6 матчах отборочного турнира: А. Бубнов; в 5 матчах: В. Хидиятуллин и А. Маховиков; в 4 матчах: А. Бережной и В. Бессонов (1 гол); в 3 матчах: В. Жупиков, C. Пригода, Ю. Чесноков (1 гол), О. Блохин, Н. Гонтарь (пропустил 5 мячей), Р. Шенгелия и Д. Кипиани; в 2 матчах: Ю. Дегтерёв (пропустил 1 мяч), А. Коньков, Л. Буряк, В. Дараселия, С. Шавло, С. Юрчишин и Ю. Гаврилов; в 1 матче: М. Ан, Г. Ярцев, В. Гуцаев, Ю. Аджем, М. Мачаидзе, В. Коридзе, Ю. Роменский (пропустил 1 мяч), Ш. Хинчагашвили, А. Хапсалис, Р. Дасаев (пропустил 1 мяч), С. Никулин, Ф. Черенков, А. Максименков, С. Андреев, В. Веремеев, В. Казачёнок и Х. Оганесян. Главный тренер — Никита Симонян (до июля 1979 г.), затем Константин Бесков.

## Чемпионат мира 1982

### Отборочный турнир

#### Группа 3
| Группа 3        | 1   | 2   | 3   | 4   | 5   | И | В | Н | П | М     | О  |
| --------------- | --- | --- | --- | --- | --- | - | - | - | - | ----- | -- |
| 1. СССР         |     | 2:0 | 3:0 | 5:0 | 4:0 | 8 | 6 | 2 | 0 | 20-2  | 14 |
| 2. Чехословакия | 1:1 |     | 2:0 | 6:1 | 2:0 | 8 | 4 | 2 | 2 | 15-6  | 10 |
| 3. Уэльс        | 0:0 | 1:0 |     | 2:2 | 4:0 | 8 | 4 | 2 | 2 | 12-7  | 10 |
| 4. Исландия     | 1:2 | 1:1 | 0:4 |     | 2:0 | 8 | 2 | 2 | 4 | 10-21 | 6  |
| 5. Турция       | 0:3 | 0:3 | 0:1 | 1:3 |     | 8 | 0 | 0 | 8 | 1-22  | 0  |

### Состав команды
Главный тренер: Константин Бесков
| №             | Имя                 | Дата рождения | Клуб               | Отб.игр(голов) | Игр     | Голов   |
| Вратари       | Вратари             | Вратари       | Вратари            | Вратари        | Вратари | Вратари |
| ------------- | ------------------- | ------------- | ------------------ | -------------- | ------- | ------- |
| 1             | Ринат Дасаев        | 13.06.1957    | Спартак Москва     | 8(-2)          | 5       | −4      |
| 21            | Виктор Чанов        | 21.07.1959    | Динамо Киев        |                |         |         |
| 22            | Вячеслав Чанов      | 23.01.1951    | Торпедо (Москва)   |                |         |         |
| Защитники     |                     |               |                    |                |         |         |
| отб.т.        | Александр Мирзоян   | 20.10.1951    | Спартак Москва     | 1              |         |         |
| отб.т.        | Владимир Лозинский  | 06.02.1955    | Динамо Киев        | 2              |         |         |
| 4             | Вагиз Хидиятуллин   | 03.03.1959    | ЦСКА               | 2              |         |         |
| 20            | Олег Романцев       | 04.01.1954    | Спартак Москва     | 1              |         |         |
| 2             | Тенгиз Сулаквелидзе | 23.07.1956    | Динамо Тбилиси     | 6              | 4       |         |
| 3             | Александр Чивадзе   | 08.09.1955    | Динамо Тбилиси     | 6(1)           | 5       | 1       |
| 5             | Сергей Балтача      | 17.02.1958    | Динамо Киев        | 6              | 5       | 1       |
| 6             | Анатолий Демьяненко | 19.02.1959    | Динамо Киев        | 4(1)           | 5       |         |
| 12            | Андрей Баль         | 16.01.1958    | Динамо Киев        | 1              | 4       | 1       |
| 14            | Сергей Боровский    | 29.01.1956    | Динамо Минск       | 4              | 3       |         |
| 18            | Юрий Суслопаров     | 14.08.1958    | Торпедо (Москва)   | 4              | 1       |         |
| Полузащитники |                     |               |                    |                |         |         |
| отб.т.        | Сергей Шавло        | 04.09.1956    | Спартак Москва     | 3              |         |         |
| отб.т.        | Давид Кипиани       | 18.11.1951    | Динамо Тбилиси     | 1              |         |         |
| 17            | Леонид Буряк        | 10.07.1953    | Динамо Киев        | 7              |         |         |
| 8             | Владимир Бессонов   | 05.03.1958    | Динамо Киев        | 6(1)           | 5       |         |
| 9             | Юрий Гаврилов       | 03.05.1953    | Спартак Москва     | 8(2)           | 5       | 1       |
| 10            | Хорен Оганесян      | 10.01.1955    | Арарат Ереван      | 4(2)           | 3       | 1       |
| 13            | Виталий Дараселия   | 09.10.1957    | Динамо Тбилиси     | 5(1)           | 4       |         |
| Нападающие    |                     |               |                    |                |         |         |
| отб.т.        | Александр Тарханов  | 06.09.1954    | ЦСКА               | 1              |         |         |
| отб.т.        | Владимир Гуцаев     | 21.12.1952    | Динамо Тбилиси     | 1              |         |         |
| 19            | Вадим Евтушенко     | 01.01.1958    | Динамо Киев        | 1              |         |         |
| 7             | Рамаз Шенгелия      | 01.01.1957    | Динамо Тбилиси     | 5(4)           | 5       | 1       |
| 11            | Олег Блохин         | 05.11.1952    | Динамо Киев        | 7(5)           | 5       | 1       |
| 15            | Сергей Андреев      | 16.05.1956    | СКА Ростов-на-Дону | 6(3)           | 3       |         |
| 16            | Сергей Родионов     | 03.09.1962    | Спартак Москва     | 1              | 2       |         |

### Финальный турнир

#### Группа F
| Поз | Команда        | И | В | Н | П | МЗ | МП | РМ  | О | Квалификация                   |
| --- | -------------- | - | - | - | - | -- | -- | --- | - | ------------------------------ |
| 1   | Бразилия       | 3 | 3 | 0 | 0 | 10 | 2  | +8  | 6 | Выход во второй групповой этап |
| 2   | СССР           | 3 | 1 | 1 | 1 | 6  | 4  | +2  | 3 | Выход во второй групповой этап |
| 3   | Шотландия      | 3 | 1 | 1 | 1 | 8  | 8  | 0   | 3 |                                |
| 4   | Новая Зеландия | 3 | 0 | 0 | 3 | 2  | 12 | −10 | 0 |                                |

| Бразилия                  | 2:1     | СССР     |
| ------------------------- | ------- | -------- |
| - Сократес 75′ - Эдер 88′ | (отчёт) | Баль 34′ |

| СССР                                      | 3:0     | Новая Зеландия |
| ----------------------------------------- | ------- | -------------- |
| - Гаврилов 24′ - Блохин 48′ - Балтача 68′ | (отчёт) |                |

| СССР                         | 2:2     | Шотландия                  |
| ---------------------------- | ------- | -------------------------- |
| - Чивадзе 59′ - Шенгелия 84′ | (отчёт) | - Джордан 15′ - Сунесс 86′ |

#### Группа 1
| Поз | Команда | И | В | Н | П | МЗ | МП | РМ | О | Квалификация     |
| --- | ------- | - | - | - | - | -- | -- | -- | - | ---------------- |
| 1   | Польша  | 2 | 1 | 1 | 0 | 3  | 0  | +3 | 3 | Выход в плей-офф |
| 2   | СССР    | 2 | 1 | 1 | 0 | 1  | 0  | +1 | 3 |                  |
| 3   | Бельгия | 2 | 0 | 0 | 2 | 0  | 4  | −4 | 0 |                  |

| Бельгия | 0:1     | СССР         |
| ------- | ------- | ------------ |
|         | (отчёт) | Оганесян 48′ |

| СССР | 0:0     | Польша |
| ---- | ------- | ------ |
|      | (отчёт) |        |

## Чемпионат Европы 1984

### Отборочный турнир

#### Группа 2
| Группа 2      | 1   | 2   | 3   | 4   | И | В | Н | П | М    | О  |
| ------------- | --- | --- | --- | --- | - | - | - | - | ---- | -- |
| 1. Португалия |     | 1:0 | 2:1 | 5:0 | 6 | 5 | 0 | 1 | 11-6 | 10 |
| 2. СССР       | 5:0 |     | 2:0 | 2:0 | 6 | 4 | 1 | 1 | 11-2 | 9  |
| 3. Польша     | 0:1 | 1:1 |     | 1:1 | 6 | 1 | 2 | 3 | 6-9  | 4  |
| 4. Финляндия  | 0:2 | 0:1 | 2:3 |     | 6 | 0 | 1 | 5 | 3-14 | 1  |

За сборную играли во всех 6 матчах отборочного турнира: Р. Дасаев (пропустил 2 мяча), А. Чивадзе, А. Демьяненко (2 гола), С. Балтача (1 гол) и Х. Оганесян; в 5 матчах: А. Баль, О. Блохин (2 гола), Т. Сулаквелидзе и Ф. Черенков (2 гола); в 4 матчах: Л. Буряк; в 3 матчах: В. Бессонов и С. Андреев (1 гол), Р. Шенгелия, В. Евтушенко, С. Боровский и Н. Ларионов (1 гол); в 2 матчах: С. Родионов (1 гол) и Ю. Гаврилов; в 1 матче: В. Лозинский и А. Тарханов. Главный тренер — Валерий Лобановский.

## Чемпионат мира 1986

### Отборочный турнир

#### Группа 6
| Группа 6     | 1   | 2   | 3   | 4   | 5   | И | В | Н | П | М    | О  |
| ------------ | --- | --- | --- | --- | --- | - | - | - | - | ---- | -- |
| 1. Дания     |     | 4:2 | 0:0 | 3:0 | 1:0 | 8 | 5 | 1 | 2 | 17-6 | 11 |
| 2. СССР      | 1:0 |     | 4:0 | 2:0 | 1:0 | 8 | 4 | 2 | 2 | 13-8 | 10 |
| 3. Швейцария | 1:0 | 2:2 |     | 0:0 | 1:1 | 8 | 2 | 4 | 2 | 5-10 | 8  |
| 4. Ирландия  | 1:4 | 1:0 | 3:0 |     | 0:0 | 8 | 2 | 2 | 4 | 5-10 | 6  |
| 5. Норвегия  | 1:5 | 1:1 | 0:1 | 1:0 |     | 8 | 1 | 3 | 4 | 4-10 | 5  |

### Состав команды
Главный тренер: отборочные игры — Эдуард Малофеев, финальный турнир — Валерий Лобановский
| №             | Имя                 | Дата рождения | Клуб                          | Отб.игр(голов) | Игр     | Голов   |
| Вратари       | Вратари             | Вратари       | Вратари                       | Вратари        | Вратари | Вратари |
| ------------- | ------------------- | ------------- | ----------------------------- | -------------- | ------- | ------- |
| 1             | Ринат Дасаев        | 13.06.1957    | Спартак Москва                | 8(-8)          | 3       | −5      |
| 16            | Виктор Чанов        | 21.07.1959    | Динамо Киев                   |                | 1       |         |
| 22            | Сергей Краковский   | 11.08.1960    | Днепр (Днепропетровск)        |                |         |         |
| Защитники     |                     |               |                               |                |         |         |
| отб.т.        | Тенгиз Сулаквелидзе | 23.07.1956    | Динамо Тбилиси                | 4              |         |         |
| отб.т.        | Сергей Балтача      | 17.02.1958    | Динамо Киев                   | 4              |         |         |
| отб.т.        | Борис Поздняков     | 31.05.1962    | Спартак Москва, Динамо Москва | 2              |         |         |
| отб.т.        | Иван Вишневский     | 21.02.1957    | Днепр (Днепропетровск)        | 2              |         |         |
| 3             | Александр Чивадзе   | 08.09.1955    | Динамо Тбилиси                | 4              |         |         |
| 2             | Владимир Бессонов   | 05.03.1958    | Динамо Киев                   | 3              | 3       |         |
| 4             | Геннадий Морозов    | 30.12.1962    | Спартак Москва                | 3              | 1       |         |
| 5             | Анатолий Демьяненко | 19.02.1959    | Динамо Киев                   | 7(1)           | 3       |         |
| 6             | Александр Бубнов    | 10.10.1955    | Спартак Москва                | 4              | 1       |         |
| 15            | Николай Ларионов    | 19.02.1957    | Зенит Ленинград               | 3              | 2       |         |
| 10            | Олег Кузнецов       | 22.03.1963    | Динамо Киев                   |                | 4       |         |
| 12            | Андрей Баль         | 16.01.1958    | Динамо Киев                   |                | 2       |         |
| Полузащитники |                     |               |                               |                |         |         |
| отб.т.        | Хорен Оганесян      | 10.01.1955    | Арарат Ереван                 | 2              |         |         |
| отб.т.        | Андрей Зыгмантович  | 02.12.1962    | Динамо Минск                  | 4              |         |         |
| отб.т.        | Сергей Гоцманов     | 27.03.1959    | Динамо Минск                  | 8(1)           |         |         |
| отб.т.        | Юрий Гаврилов       | 03.05.1953    | Спартак Москва                | 4(1)           |         |         |
| отб.т.        | Фёдор Черенков      | 25.07.1959    | Спартак Москва                | 4(1)           |         |         |
| 9             | Александр Заваров   | 26.04.1961    | Динамо Киев                   | 3              | 4       | 1       |
| 13            | Геннадий Литовченко | 11.09.1963    | Днепр (Днепропетровск)        | 5(1)           | 1       |         |
| 20            | Сергей Алейников    | 07.11.1961    | Динамо Минск                  | 8              | 4       | 1       |
| 7             | Иван Яремчук        | 19.03.1962    | Динамо Киев                   |                | 3       | 1       |
| 8             | Павел Яковенко      | 19.12.1964    | Динамо Киев                   |                | 3       | 1       |
| 21            | Василий Рац         | 25.04.1961    | Динамо Киев                   |                | 3       | 1       |
| Нападающие    |                     |               |                               |                |         |         |
| отб.т.        | Георгий Кондратьев  | 07.01.1960    | Динамо Минск                  | 7(3)           |         |         |
| 11            | Олег Блохин         | 05.11.1952    | Динамо Киев                   | 3              | 2       | 1       |
| 14            | Сергей Родионов     | 03.09.1962    | Спартак Москва                | 2              | 4       | 1       |
| 18            | Олег Протасов       | 04.02.1964    | Днепр (Днепропетровск)        | 7(5)           | 1       |         |
| 19            | Игорь Беланов       | 25.09.1960    | Динамо Киев                   | 2              | 4       | 4       |
| 17            | Вадим Евтушенко     | 01.01.1958    | Динамо Киев                   |                | 3       |         |

### Финальный турнир

#### Группа С
| Поз | Команда | И | В | Н | П | МЗ | МП | РМ | О | Квалификация     |
| --- | ------- | - | - | - | - | -- | -- | -- | - | ---------------- |
| 1   | СССР    | 3 | 2 | 1 | 0 | 9  | 1  | +8 | 5 | Выход в плей-офф |
| 2   | Франция | 3 | 2 | 1 | 0 | 5  | 1  | +4 | 5 | Выход в плей-офф |
| 3   | Венгрия | 3 | 1 | 0 | 2 | 2  | 9  | −7 | 2 |                  |
| 4   | Канада  | 3 | 0 | 0 | 3 | 0  | 5  | −5 | 0 |                  |

| СССР                                                                                              | 6:0     | Венгрия |
| ------------------------------------------------------------------------------------------------- | ------- | ------- |
| - Яковенко 2′ - Алейников 4′ - Беланов 24′ (пен.) - Яремчук 66′ - Дайка 73′ (авт.) - Родионов 80′ | (отчёт) |         |

| Франция       | 1:1     | СССР    |
| ------------- | ------- | ------- |
| Фернандес 62′ | (отчёт) | Рац 53′ |

| СССР                       | 2:0     | Канада |
| -------------------------- | ------- | ------ |
| - Блохин 58′ - Заваров 74′ | (отчёт) |        |

#### 1/8 финала
| СССР                        | 3:4 (доп. вр.) | Бельгия                                               |
| --------------------------- | -------------- | ----------------------------------------------------- |
| Беланов 27′ 70′ 111′ (пен.) | (отчёт)        | - Шифо 56′ - Кулеманс 77′ - Демоль 102′ - Класен 110′ |

## Чемпионат Европы 1988

### Отборочный турнир

#### Группа 3
| Группа 3    | 1   | 2   | 3   | 4   | 5   | И | В | Н | П | М    | О  |
| ----------- | --- | --- | --- | --- | --- | - | - | - | - | ---- | -- |
| 1. СССР     |     | 2:0 | 1:1 | 2:0 | 4:0 | 8 | 5 | 3 | 0 | 14-3 | 13 |
| 2. ГДР      | 1:1 |     | 0:0 | 2:0 | 3:1 | 8 | 4 | 3 | 1 | 13-4 | 11 |
| 3. Франция  | 0:2 | 0:1 |     | 2:0 | 1:1 | 8 | 1 | 4 | 3 | 4-7  | 6  |
| 4. Исландия | 1:1 | 0:6 | 0:0 |     | 2:1 | 8 | 2 | 2 | 4 | 4-14 | 6  |
| 5. Норвегия | 0:1 | 0:0 | 2:0 | 0:1 |     | 8 | 1 | 2 | 5 | 5-12 | 4  |

### Состав команды
Главный тренер: Валерий Лобановский
| №             | Имя                  | Дата рождения | Клуб                   | Отб.игр(голов) | Игр     | Голов   |
| Вратари       | Вратари              | Вратари       | Вратари                | Вратари        | Вратари | Вратари |
| ------------- | -------------------- | ------------- | ---------------------- | -------------- | ------- | ------- |
| 1             | Ринат Дасаев         | 13.06.1957    | Спартак Москва         | 8(-3)          | 5       | -4      |
| 16            | Виктор Чанов         | 21.07.1959    | Динамо Киев            |                | 1       |         |
| Защитники     |                      |               |                        |                |         |         |
| отб.т.        | Николай Ларионов     | 19.02.1957    | Зенит Ленинград        | 1              |         |         |
| отб.т.        | Виктор Лосев         | 25.01.1959    | Динамо Москва          | 1              |         |         |
| отб.т.        | Александр Чивадзе    | 08.09.1955    | Динамо Тбилиси         | 1              |         |         |
| отб.т.        | Александр Бубнов     | 10.10.1955    | Спартак Москва         | 1              |         |         |
| 2             | Владимир Бессонов    | 05.03.1958    | Динамо Киев            | 6              | 3       |         |
| 3             | Вагиз Хидиятуллин    | 03.03.1959    | Спартак Москва         | 8(1)           | 5       |         |
| 4             | Олег Кузнецов        | 22.03.1963    | Динамо Киев            | 7              | 4       |         |
| 5             | Анатолий Демьяненко  | 19.02.1959    | Динамо Киев            | 7              | 4       |         |
| 13            | Тенгиз Сулаквелидзе  | 23.07.1956    | Динамо Тбилиси         | 2(1)           | 2       |         |
| 19            | Сергей Балтача       | 17.02.1958    | Динамо Киев            | 1              | 1       |         |
| 12            | Иван Вишневский      | 21.02.1957    | Днепр (Днепропетровск) |                |         |         |
| Полузащитники |                      |               |                        |                |         |         |
| отб.т.        | Павел Яковенко       | 19.12.1964    | Динамо Киев            | 6              |         |         |
| отб.т.        | Игорь Добровольский  | 27.08.1967    | Динамо Москва          | 2              |         |         |
| отб.т.        | Вадим Тищенко        | 24.03.1963    | Днепр (Днепропетровск) | 1              |         |         |
| отб.т         | Иван Яремчук         | 19.03.1962    | Динамо Киев            | 2              |         |         |
| 6             | Василий Рац          | 25.03.1961    | Динамо Киев            | 7(1)           | 5       | 1       |
| 7             | Сергей Алейников     | 07.11.1961    | Динамо Минск           | 7(1)           | 5       | 1       |
| 8             | Геннадий Литовченко  | 11.09.1963    | Динамо Киев            | 5(1)           | 4       | 1       |
| 9             | Александр Заваров    | 26.04.1961    | Динамо Киев            | 6(2)           | 5       |         |
| 15            | Алексей Михайличенко | 30.03.1963    | Динамо Киев            | 4(1)           | 5       | 1       |
| 18            | Сергей Гоцманов      | 27.03.1959    | Динамо Минск           |                | 4       |         |
| 14            | Вячеслав Сукристов   | 01.01.1961    | Жальгирис Вильнюс      |                |         |         |
| Нападающие    |                      |               |                        |                |         |         |
| отб.т.        | Олег Блохин          | 05.11.1952    | Динамо Киев            | 4(1)           |         |         |
| отб.т.        | Сергей Родионов      | 03.09.1962    | Спартак Москва         | 5              |         |         |
| отб.т.        | Вадим Евтушенко      | 01.01.1958    | Динамо Киев            | 1              |         |         |
| 10            | Олег Протасов        | 04.02.1964    | Динамо Киев            | 5(1)           | 5       | 2       |
| 11            | Игорь Беланов        | 25.09.1960    | Динамо Киев            | 6(4)           | 4       |         |
| 20            | Виктор Пасулько      | 01.01.1961    | Спартак Москва         |                | 2       | 1       |
| 17            | Сергей Дмитриев      | 19.03.1964    | Зенит Ленинград        |                |         |         |

### Финальный турнир

#### Группа 2
| Сборная    | И | В | Н | П | М     | Очки |
| ---------- | - | - | - | - | ----- | ---- |
| СССР       | 3 | 2 | 1 | 0 | 5 − 2 | 5    |
| Нидерланды | 3 | 2 | 0 | 1 | 4 − 2 | 4    |
| Ирландия   | 3 | 1 | 1 | 1 | 2 − 2 | 3    |
| Англия     | 3 | 0 | 0 | 3 | 2 − 7 | 0    |

#### Полуфиналы
| 22 июня 1988 | \| СССР \| 2 : 0 \| Италия \| \| Литовченко 61' Протасов 63' \| Голы \| \| | Неккар-Штадион, Штутгарт Зрителей: 61 606 Судья: Алексис Понне |
| Составы: СССР: Дасаев (к), Бессонов (Демьяненко, 35), Хидиятуллин, О. Кузнецов, Рац, Алейников, Литовченко, Заваров, Протасов, Михайличенко, Гоцманов. Италия: Дзенга, Барези, Бергоми, Ферри, Мальдини (Де Агостини, 65), Анчелотти, Ди Наполи, Джаннини, Донадони, Манчини (Альтобелли, 46), Виалли. Предупреждения: О. Кузнецов (2), Бессонов (32), Барези (38), Гоцманов (44), Ди Наполи (78), Ферри (85). |                                                                            |                                                                |
| СССР | 2 : 0                                                                      | Италия                                                         |
| Литовченко 61' Протасов 63' | Голы                                                                       |                                                                |

#### Финал
| 25 июня 1988 | \| СССР \| 0 : 2 \| Нидерланды \| \| \| Голы \| Гуллит 34' ван Бастен 54' \| | Олимпийский стадион, Мюнхен Зрителей: 72 308 Судья: Мишель Вотро |
| Составы: СССР: Дасаев (к), Демьяненко, Хидиятуллин, Рац, Алейников, Литовченко, Заваров, Протасов (Пасулько, 71), Беланов, Михайличенко, Гоцманов (Балтача, 68). Нидерланды: Ван Брекелен, Ван Тиггелен, Р. Куман, Ван Арле, Ваненбург, Мюрен, Гуллит, Ван Бастен, Э. Куман, Райкаард, Ваутерс. Примечание: Беланов не реализовал пенальти (73, вратарь). Предупреждения: Ваутерс (38), Ван Арле (50); Демьяненко (32), Литовченко (35), Хидиятуллин (43). |                                                                              |                                                                  |
| СССР | 0 : 2                                                                        | Нидерланды                                                       |
| | Голы                                                                         | Гуллит 34' ван Бастен 54'                                        |

Этот турнир — один из лучших в истории сборной СССР, включивший в себя победы над грандами мирового футбола Нидерландами, Англией и Италией.

## Чемпионат мира 1990

### Отборочный турнир

#### Группа 3
| Группа 3    | 1   | 2   | 3   | 4   | 5   | И | В | Н | П | М     | О  |
| ----------- | --- | --- | --- | --- | --- | - | - | - | - | ----- | -- |
| 1. СССР     |     | 2:0 | 2:0 | 3:0 | 1:1 | 8 | 4 | 3 | 1 | 11-4  | 11 |
| 2. Австрия  | 0:0 |     | 3:2 | 3:0 | 2:1 | 8 | 3 | 3 | 2 | 9-9   | 9  |
| 3. Турция   | 0:1 | 3:0 |     | 3:1 | 1:1 | 8 | 3 | 1 | 4 | 12-10 | 7  |
| 4. ГДР      | 2:1 | 1:1 | 0:2 |     | 2:0 | 8 | 3 | 1 | 4 | 9-13  | 7  |
| 5. Исландия | 1:1 | 0:0 | 2:1 | 0:3 |     | 8 | 1 | 4 | 3 | 6-11  | 6  |

### Состав команды
Главный тренер: Валерий Лобановский
| №             | Имя                  | Дата рождения | Клуб                                  | Отб.игр(голов) | Игр     | Голов   |
| Вратари       | Вратари              | Вратари       | Вратари                               | Вратари        | Вратари | Вратари |
| ------------- | -------------------- | ------------- | ------------------------------------- | -------------- | ------- | ------- |
| 1             | Ринат Дасаев         | 13.06.1957    | Спартак Москва, Севилья               | 6(-2)          | 1       | -2      |
| 16            | Виктор Чанов         | 21.07.1959    | Динамо Киев                           | 2(-2)          |         |         |
| 22            | Александр Уваров     | 13.01.1960    | Динамо Москва                         |                | 2       | -2      |
| Защитники     |                      |               |                                       |                |         |         |
| отб.т.        | Олег Лужный          | 05.08.1968    | Динамо Киев                           | 4              |         |         |
| отб.т.        | Гела Кеташвили       | 27.09.1965    | Динамо Тбилиси                        | 2              |         |         |
| отб.т.        | Василий Кульков      | 11.06.1966    | Спартак Москва                        | 1              |         |         |
| 2             | Владимир Бессонов    | 05.03.1958    | Динамо Киев                           | 4              | 2       |         |
| 3             | Вагиз Хидиятуллин    | 03.03.1959    | Тулуза                                | 5              | 3       |         |
| 4             | Олег Кузнецов        | 22.03.1963    | Динамо Киев                           | 6              | 3       |         |
| 5             | Анатолий Демьяненко  | 19.02.1959    | Динамо Киев                           | 2              | 1       |         |
| 20            | Сергей Горлукович    | 18.11.1961    | Локомотив Москва, Боруссия (Дортмунд) | 7              | 3       |         |
| 13            | Ахрик Цвейба         | 11.09.1966    | Динамо Киев                           |                |         |         |
| 19            | Сергей Фокин         | 26.07.1961    | ЦСКА                                  |                |         |         |
| Полузащитники |                      |               |                                       |                |         |         |
| отб.т.        | Алексей Михайличенко | 30.03.1963    | Динамо Киев                           | 7(2)           |         |         |
| отб.т.        | Фёдор Черенков       | 25.07.1959    | Спартак Москва                        | 2              |         |         |
| отб.т.        | Валдас Иванаускас    | 31.07.1966    | Жальгирис Вильнюс                     | 1              |         |         |
| 6             | Василий Рац          | 25.04.1961    | Динамо Киев, Эспаньол                 | 6              | 1       |         |
| 7             | Сергей Алейников     | 07.11.1961    | Динамо Минск, Ювентус                 | 7              | 3       |         |
| 8             | Геннадий Литовченко  | 11.09.1963    | Динамо Киев                           | 8(3)           | 3       |         |
| 9             | Александр Заваров    | 26.04.1961    | Ювентус                               | 8(1)           | 3       | 1       |
| 11            | Игорь Добровольский  | 27.08.1967    | Динамо Москва                         | 7(2)           | 3       | 1       |
| 15            | Иван Яремчук         | 19.03.1962    | Динамо Киев                           | 1              | 2       |         |
| 17            | Андрей Зыгмантович   | 02.12.1962    | Динамо Минск                          | 2              | 2       | 1       |
| 18            | Игорь Шалимов        | 02.02.1969    | Спартак Москва                        |                | 2       |         |
| 21            | Валерий Брошин       | 19.10.1962    | ЦСКА                                  |                |         |         |
| Нападающие    |                      |               |                                       |                |         |         |
| отб.т.        | Юрий Савичев         | 13.02.1965    | Торпедо (Москва)                      | 3              |         |         |
| 10            | Олег Протасов        | 04.02.1964    | Динамо Киев                           | 8(3)           | 3       | 1       |
| 12            | Александр Бородюк    | 30.11.1962    | Динамо Москва, Шальке 04              | 1              | 1       |         |
| 14            | Владимир Лютый       | 20.04.1962    | Шальке 04                             |                | 1       |         |

### Финальный турнир

#### Группа B
|           | И | В | Н | П | М   | О |
| --------- | - | - | - | - | --- | - |
| Камерун   | 3 | 2 | 0 | 1 | 3-5 | 4 |
| Румыния   | 3 | 1 | 1 | 1 | 4-3 | 3 |
| Аргентина | 3 | 1 | 1 | 1 | 3-2 | 3 |
| СССР      | 3 | 1 | 0 | 2 | 4-4 | 2 |

И — игр, В — выигрыши, Н — ничьи, П — проигрыши, М — разница мячей, О — очки

## Чемпионат Европы 1992
В финальной части чемпионат Европы выступала уже как сборная СНГ

### Отборочный турнир

#### Группа 3
| Группа 3    | 1   | 2   | 3   | 4   | 5   | И | В | Н | П | М    | О  |
| ----------- | --- | --- | --- | --- | --- | - | - | - | - | ---- | -- |
| 1. СССР     |     | 0:0 | 2:0 | 2:2 | 4:0 | 8 | 5 | 3 | 0 | 13-2 | 13 |
| 2. Италия   | 0:0 |     | 1:1 | 3:1 | 2:0 | 8 | 3 | 4 | 1 | 12-5 | 10 |
| 3. Норвегия | 0:1 | 2:1 |     | 0:0 | 3:0 | 8 | 3 | 3 | 2 | 9-5  | 9  |
| 4. Венгрия  | 0:1 | 1:1 | 0:0 |     | 4:2 | 8 | 2 | 4 | 2 | 10-9 | 8  |
| 5. Кипр     | 0:3 | 0:4 | 0:3 | 0:2 |     | 8 | 0 | 0 | 8 | 2-25 | 0  |

### Состав команды СССР/СНГ
Главный тренер: Анатолий Бышовец
| №             | Имя                  | Дата рождения | Клуб                                                    | Отб.игр(голов) | Игр     | Голов   |
| Вратари       | Вратари              | Вратари       | Вратари                                                 | Вратари        | Вратари | Вратари |
| ------------- | -------------------- | ------------- | ------------------------------------------------------- | -------------- | ------- | ------- |
| отб.т.        | Александр Уваров     | 13.01.1960    | Динамо Москва, Маккаби Тель-Авив                        | 4              |         |         |
| 12            | Станислав Черчесов   | 02.09.1963    | Спартак Москва                                          | 3(-2)          |         |         |
| 1             | Дмитрий Харин        | 16.08.1968    | ЦСКА                                                    | 1              | 3       | -4      |
| Защитники     |                      |               |                                                         |                |         |         |
| отб.т.        | Сергей Горлукович    | 18.11.1961    | Боруссия Дортмунд                                       | 1              |         |         |
| отб.т.        | Вадим Тищенко        | 24.03.1963    | Днепр (Днепропетровск)                                  | 1              |         |         |
| отб.т.        | Василий Кульков      | 11.06.1966    | Спартак Москва, Бенфика                                 | 8              |         |         |
| отб.т.        | Дмитрий Галямин      | 08.01.1963    | ЦСКА, Эспаньол                                          | 5              |         |         |
| 2             | Андрей Чернышов      | 07.01.1968    | Динамо Москва, Спартак Москва                           | 8              | 3       |         |
| 4             | Ахрик Цвейба         | 10.09.1966    | Динамо Киев                                             | 6              | 2       |         |
| 5             | Олег Кузнецов        | 22.03.1963    | Динамо Киев, Рейнджерс                                  | 5(1)           | 3       |         |
| 16            | Дмитрий Кузнецов     | 28.08.1965    | ЦСКА, Эспаньол                                          | 3              | 3       |         |
| 3             | Кахабер Цхададзе     | 07.09.1968    | Спартак Москва                                          |                | 1       |         |
| 18            | Виктор Онопко        | 14.10.1969    | Спартак Москва                                          |                | 3       |         |
| 20            | Андрей Иванов        | 06.04.1967    | Спартак Москва                                          |                | 1       |         |
| Полузащитники |                      |               |                                                         |                |         |         |
| отб.т.        | Владимир Татарчук    | 26.07.1961    | ЦСКА, Славия Прага                                      | 1              |         |         |
| отб.т.        | Александр Мостовой   | 22.08.1968    | Спартак Москва, Бенфика                                 | 5(2)           |         |         |
| 6             | Игорь Шалимов        | 02.02.1969    | Спартак Москва, Фоджа                                   | 8(1)           | 1       |         |
| 7             | Алексей Михайличенко | 30.03.1963    | Сампдория, Рейнджерс                                    | 8(2)           | 3       |         |
| 8             | Андрей Канчельскис   | 23.01.1969    | Шахтёр Донецк, Манчестер Юнайтед                        | 8(3)           | 3       |         |
| 9             | Сергей Алейников     | 07.11.1961    | Лечче                                                   | 6(1)           | 2       |         |
| 10            | Игорь Добровольский  | 27.08.1967    | Динамо Москва, Кастельон, Серветт                       | 2              | 3       | 1       |
| 17            | Игорь Корнеев        | 04.09.1967    | ЦСКА, Эспаньол                                          | 2(1)           | 1       |         |
| 19            | Игорь Ледяхов        | 22.05.1968    | Днепр (Днепропетровск), Ротор Волгоград, Спартак Москва |                |         |         |
| Нападающие    |                      |               |                                                         |                |         |         |
| отб.т.        | Олег Протасов        | 04.02.1964    | Олимпиакос                                              | 4(1)           |         |         |
| отб.т.        | Иван Гецко           | 06.04.1968    | Черноморец (Одесса)                                     | 2              |         |         |
| 11            | Сергей Юран          | 11.06.1969    | Динамо Киев, Бенфика                                    | 5(1)           | 2       |         |
| 15            | Игорь Колыванов      | 06.03.1968    | Динамо Москва, Фоджа                                    | 7              | 2       |         |
| 13            | Сергей Кирьяков      | 01.01.1970    | Динамо Москва                                           |                | 2       |         |
| 14            | Владимир Лютый       | 20.04.1962    | Шальке 04, Дуйсбург                                     |                | 1       |         |

### Финальный турнир

#### Группа 2
| Сборная    | И | В | Н | П | М     | Очки |
| ---------- | - | - | - | - | ----- | ---- |
| Нидерланды | 3 | 2 | 1 | 0 | 4 − 1 | 5    |
| Германия   | 3 | 1 | 1 | 1 | 4 − 4 | 3    |
| Шотландия  | 3 | 1 | 0 | 2 | 3 − 3 | 2    |
| СНГ        | 3 | 0 | 2 | 1 | 1 − 4 | 2    |

По окончании финального турнира сборная СНГ де-факто прекратила своё существование. Правопреемницей команд СССР и СНГ стала сборная России, и именно она получила право на участие в отборочном турнире к чемпионату мира 1994 года. Остальные команды из бывшего СССР, не считая стран Прибалтики, в официальных соревнованиях дебютировали только после чемпионата мира 1994 года, причём в 1993 году сборные некоторых стран бывшего СССР (Таджикистана и Узбекистана) не провели ни одного матча.

## Рекордсмены сборной

### Наибольшее количество матчей

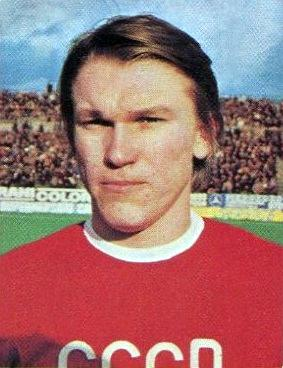
Олег Блохин — рекордсмен по числу проведённых матчей и лучший бомбардир сборной СССР

|    | Футболист           | Карьера   | Игр | Мячей |
| -- | ------------------- | --------- | --- | ----- |
| 1  | Олег Блохин         | 1972—1988 | 112 | 42    |
| 2  | Ринат Дасаев        | 1979—1990 | 91  | 0     |
| 3  | Альберт Шестернёв   | 1961—1971 | 90  | 0     |
| 4  | Анатолий Демьяненко | 1981—1990 | 80  | 6     |
| 5  | Владимир Бессонов   | 1977—1990 | 79  | 4     |
| 6  | Лев Яшин            | 1954—1967 | 78  | 0     |
| 7  | Сергей Алейников    | 1984—1991 | 77  | 6     |
| 8  | Муртаз Хурцилава    | 1965—1973 | 69  | 6     |
| 9  | Олег Протасов       | 1984—1991 | 68  | 28    |
| 10 | Валерий Воронин     | 1960—1968 | 66  | 5     |

### Лучшие бомбардиры
|     | Футболист            | Карьера   | Игр | Мячей |
| --- | -------------------- | --------- | --- | ----- |
| 1   | Олег Блохин          | 1972—1988 | 112 | 42    |
| 2   | Олег Протасов        | 1984—1991 | 68  | 28    |
| 3   | Валентин Иванов      | 1956—1965 | 59  | 26    |
| 4   | Эдуард Стрельцов     | 1955—1968 | 38  | 25    |
| 5   | Виктор Колотов       | 1970—1978 | 55  | 22    |
| 6—8 | Виктор Понедельник   | 1960—1966 | 29  | 20    |
| 6—8 | Игорь Численко       | 1959—1968 | 53  | 20    |
| 6—8 | Анатолий Банишевский | 1965—1972 | 50  | 20    |
| 9   | Анатолий Ильин       | 1952—1959 | 31  | 16    |
| 10  | Анатолий Бышовец     | 1966—1972 | 39  | 15    |

## Экипировка

### Домашняя
| 1923—1976 | ЧМ-1970 (игра против Бельгии) | 1976—1978 | 1982 | 1986 | Евро-1988 | ОИ-1988 | ЧМ-1990 | 1991 | 1991 (некоторые матчи) |

### Гостевая
| ЧМ-1966 (игра против КНДР) | 1975 (игра против Ирландии) | ЧМ-1982 | ЧМ-1986 | Евро-1988 | ЧМ-1990 | 1991 |

## В произведениях искусства
- Х/ф «Одиннадцать надежд» (СССР, 1975)
- Х/ф «Гол в Спасские ворота» (СССР, 1990)